# الأدب في المغرب

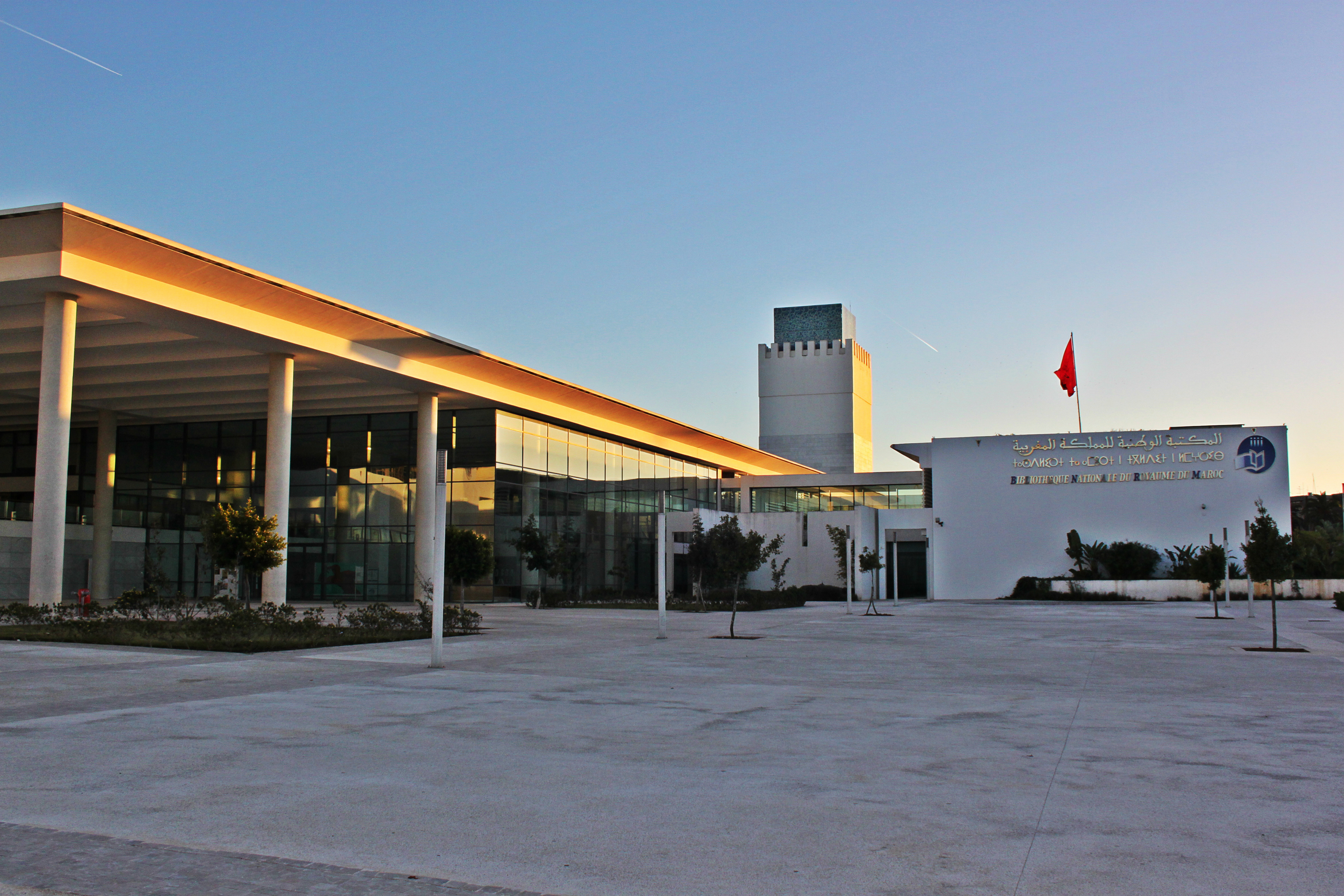
المكتبة الوطنية للمملكة المغربية هي مكتبة وطنية من بين مهامها جمع ومعالجة وحفظ ونشر الرصيد الوثائقي المغربي.

الأدب في المغرب هو مجموع الإنتاجات الأدبية لأشخاص عاشوا أو ارتبطوا بالمغرب أو بمختلف الكيانات والدول التي تعاقبت على المجال الجغرافي للمغرب الأقصى عبر التاريخ. يَضم الأدب في المغرب مختلف التعبيرات الأدبية المكتوبة من رواية وشعر وزجل وكتابة مسرحية وغيرها، والمعبر عنها بعدة لغات سواء العربية، العبرية، اللاتينية، الأمازيغية، الدارجة، الفرنسية، الإسبانية، أو الإنجليزية.
تعود أغلبية ما يعرف بتاريخ الأدب في المغرب إلى مجيء الإسلام في القرن الثامن، قبل ذلك كان للمجتمعات الأمازيغية تقاليد أدبية شفهية في المقام الأول.

## تاريخ الأدب في المغرب

### العصر الكلاسيكي

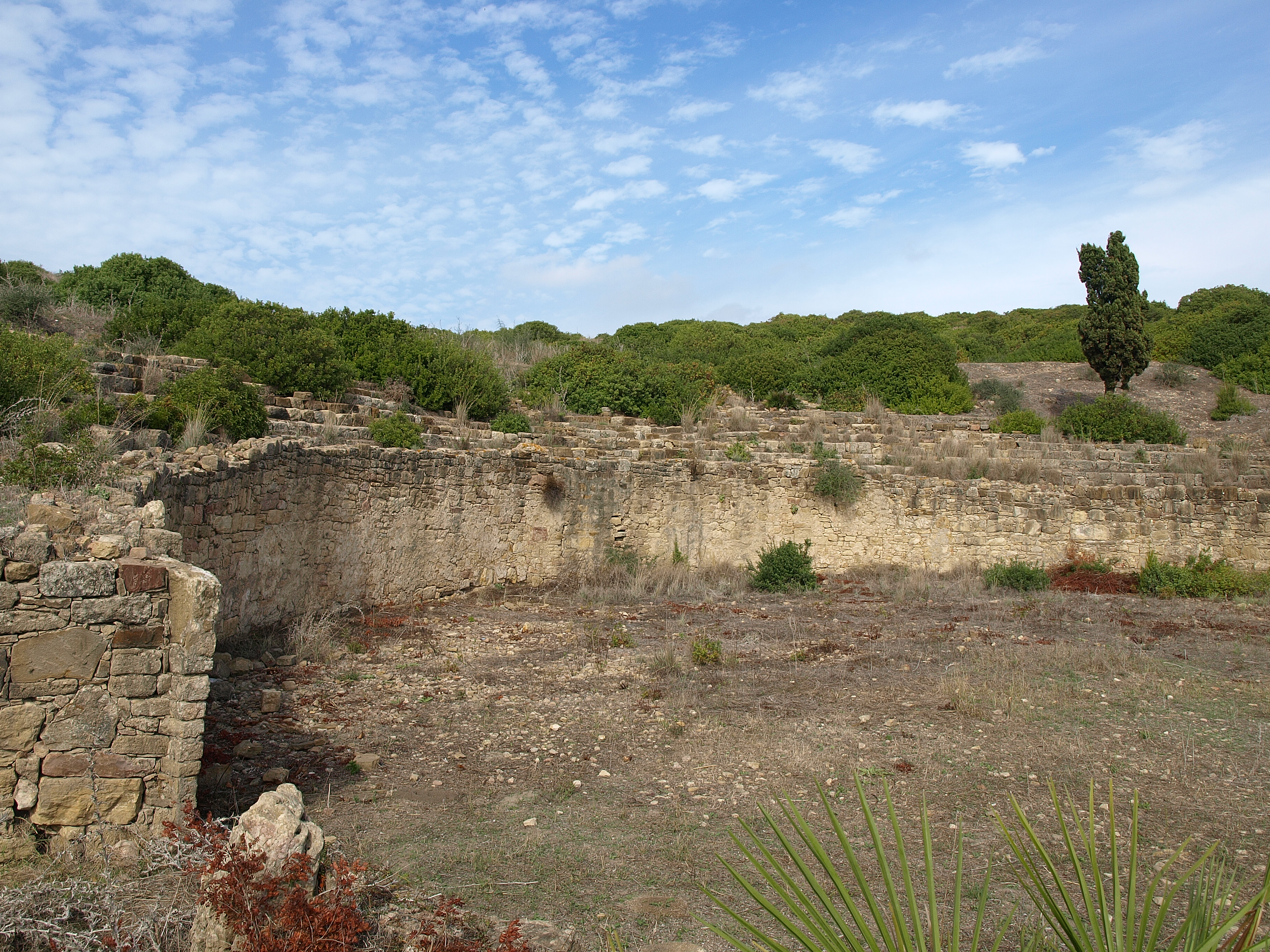
أطلال المسرح الروماني بمدينة ليكسوس الأثرية قرب العرائش.

ارتبط المغرب بالأساطير الفينيقية حيث وجد معبد للإله الفينيقي ملقرت بمدينة ليكسوس.
كذلك، لعب المغرب دورا في الأساطير الإغريقية الرومانية فارتبط هرقل بالمغرب حيث طلب منه اثنا عشر عملا مستحيلا، ومنها سرق التفاح الذهبي من هيسبيريديس.
كان يوبا الثاني ملك موريطنية يؤلف أعمالا بالإغريقية واللاتينية ويذكره بلينيوس الأكبر في كتابه التاريخ الطبيعي.

### الفترة الإدريسية
يعود الأدب العربي في المغرب إلى وفق ما جاء في كتاب النبوغ المغربي في الأدب العربي لعبد الله كنون، إلى خطبة الجمعة التي ألقاها القائد الفاتح الأمازيغي طارق بن زياد. كانت سبتة طنجة والبصرة (مدينة أسسها الأدارسة قرب القصر الكبير) وأصيلا مراكز ثقافية مهمة في عهد الأدارسة.

#### العلاقة مع الأدب في الأندلس

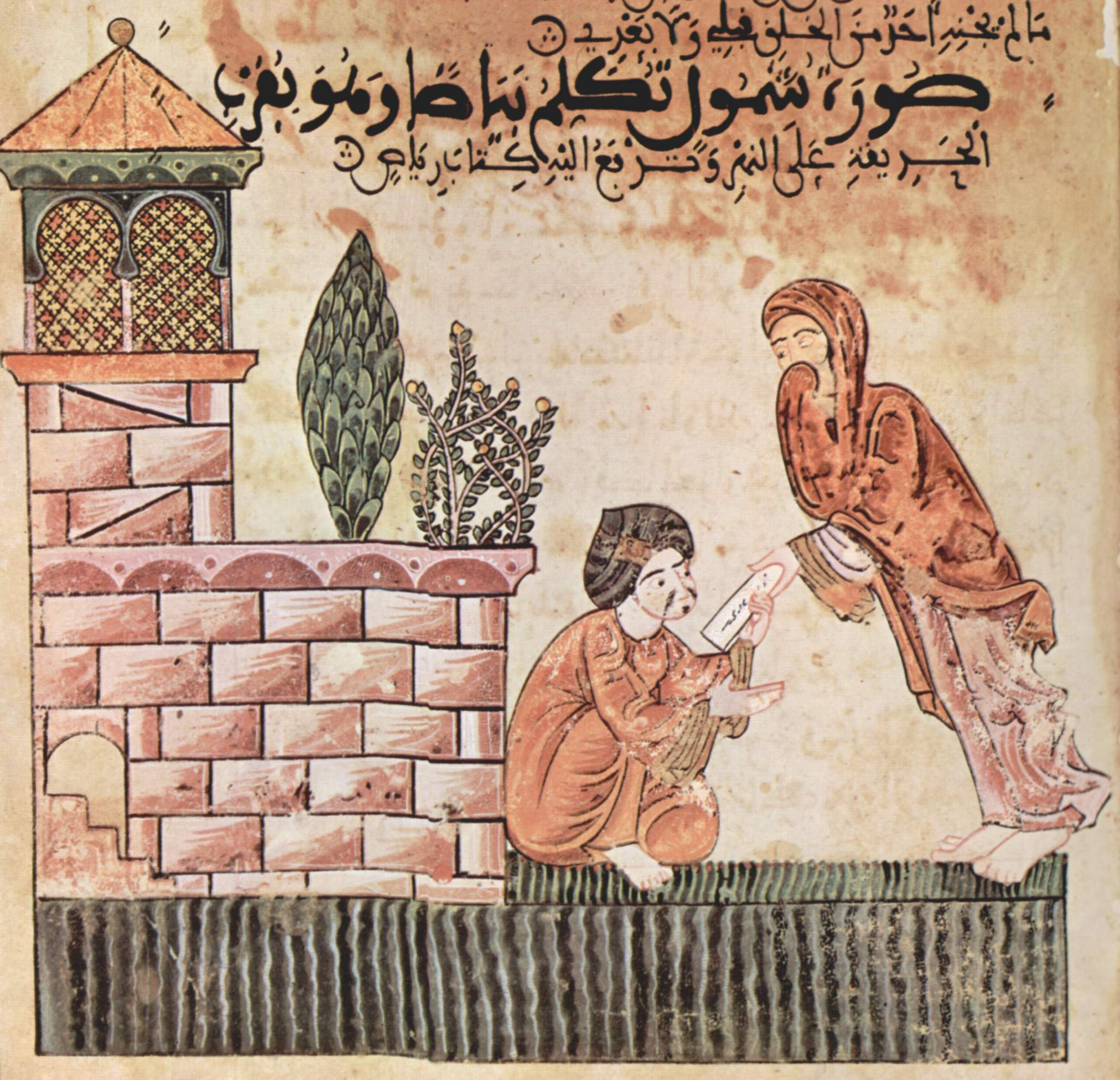
حديث بياض ورياض، قصة حب كتبت في أواخر القرن 12 وبداية القرن 13 بالأندلس.

يجوز أحيانا اعتبار الأدب في المغرب والأدب الأندلسي أدبا واحدا بما أن المغرب والأندلس وحدتها الدولتان المرابطية ثم الموحدية، إضافة إلى اتجاه الكثير من العلماء الأندلسيين إلى المغرب لأسباب مختلفة، منهم من اضطروا إلى مغادرة الأندلس مثل المعتمد بن عباد وموسى بن ميمون وابن الخطيب وليون الإفريقي، ومنهم من ذهبوا إلى المغرب بحثا عن فرص مثل ابن رشد.
كان يحيى بن يحيى الليثي وهو عالم مسلم أمازيغي وحفيد فاتحي الأندلس من قبائل مصمودة، من أشهر روايات كتاب الموطأ لمالك الإمام ومن أهم المسؤولين عن نشر المذهب المالكي في بلاد المغرب والأندلس.

#### برغواطة
يذكر أبو عبيد الله البكري في كتابه المسالك والممالك أن صالح بن طريف مالك بورغواطة ادعى النبوة ونزول قرآن جديد أصبح معروفا باسم «قرآن صالح». ويذكر ابن خلدون أيضا في كتاب العبر وديوان المبتدأ والخبر في أيام العرب والعجم والبربر ومن عاصرهم من ذوي السلطان الأكبر أن «قرآن صالح» وردت فيه سورات سميت على الأنبياء ومنها سورة آدم وسورة نوح وسورة موسى، وفيه كذلك سورات سميت على حيوانات ومنها سورة الديك وسورة الجمل وسورة الفيل. كُتب «قرآن صالح» باللسان الأمازيغي المصمودي.

#### جامعة القرويين

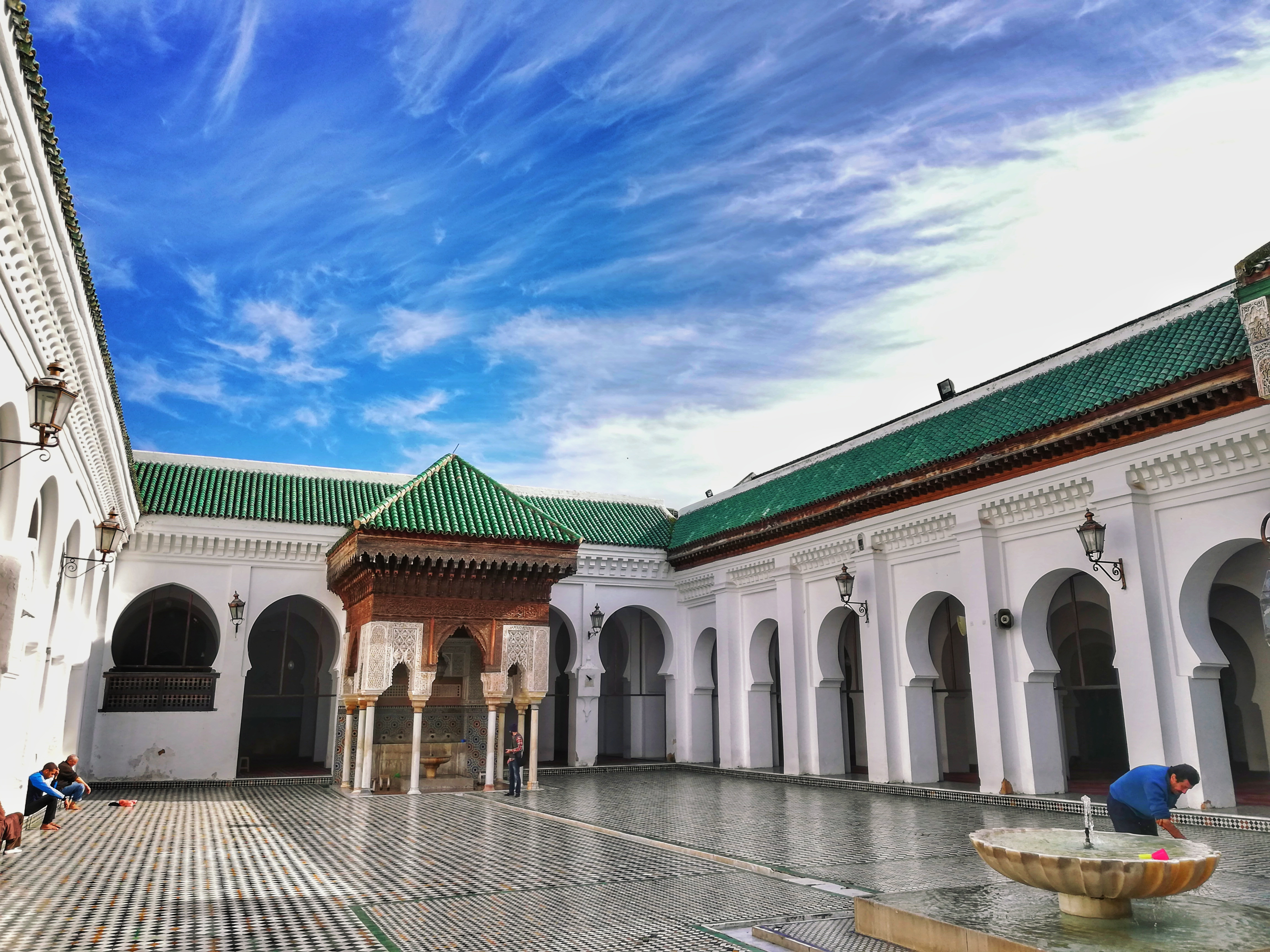
تعتبر جامعة القرويين (تأسيس 859) من أهم المؤسسات الأدبية في تاريخ المغرب.

أنشأت فاطمة الفهرية عام 859 جامعة القرويين والتي تعد من أهم المؤسسات الأدبية في تاريخ المغرب، والتي استقطبت الكثير من العلماء الكُتاب من أقطار المغرب والأندلس وحوض البحر المتوسط، مثل ابن خلدون وابن الخطيب والإدريسي والبناني والبطروجي وعلي بن حرزهم والحسن بن محمد الوزان (ليون الإفريقي)، إضافة إلى العالم اليهودي موسى بن ميمون والبابا الكاثوليكي سلفستر الثاني. لعبت المؤلفات الصوفية لكتاب مثل الشاذلي والجزولي دورا كبيرا في نهضة الأدب ابتداء من هذه الفترة الباكرة وإلى الحاضر (محمد بن الحبيب).

### الفترة المرابطية

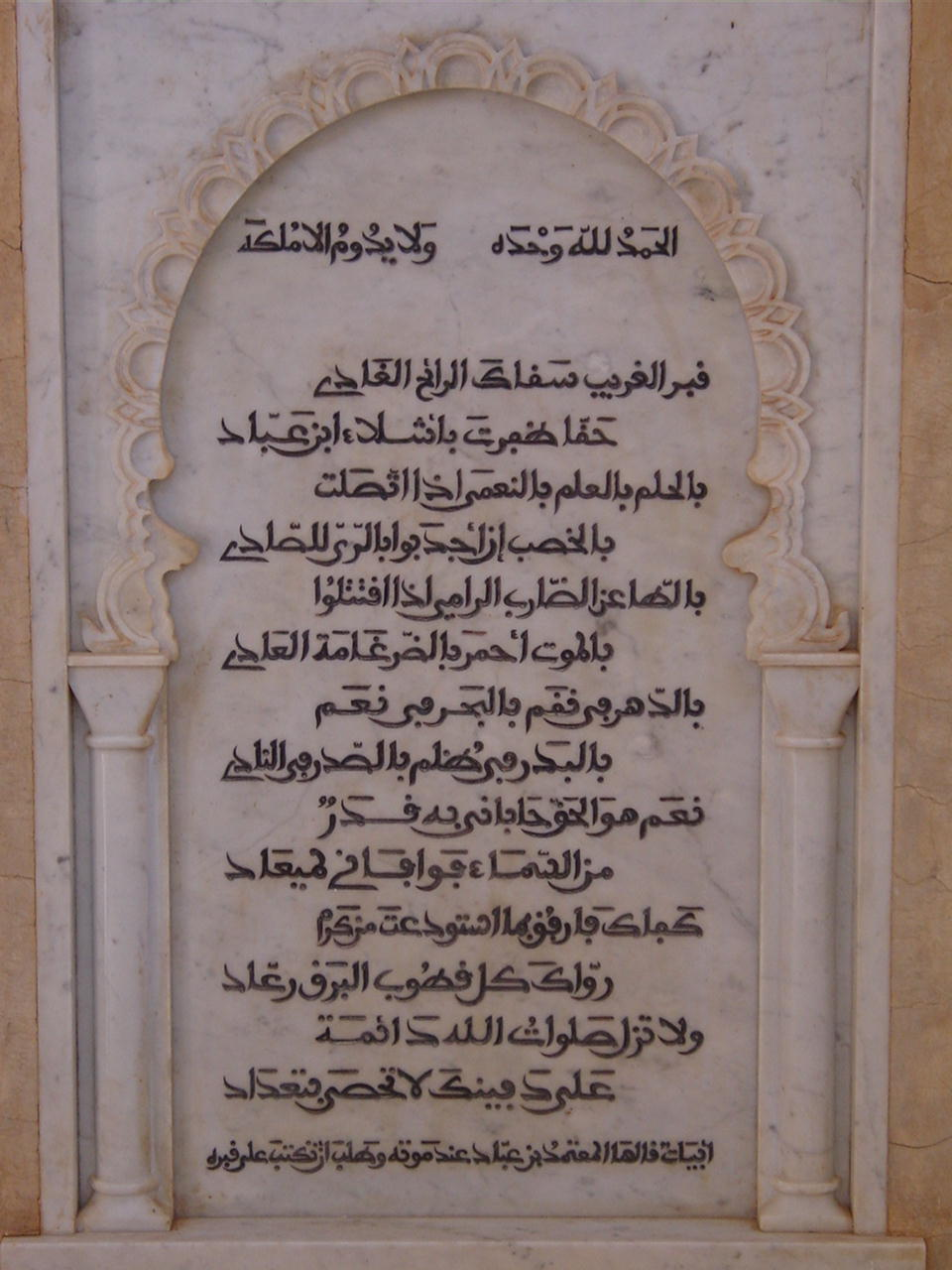
لوحة في ضريح الأمير الشاعر المعتمد ابن عباد في مدينة أغمات المغربية، ودفن عام 1095 (488 هـ).

عرف الأدب في المغرب ازدهارا في عهد المرابطين (1056-1147)، وذلك بفضل التدفق الأدبي من الأندلس الذي ابتدأ بفرض يوسف بن تاشفين النفي على أمير طائفة أشبيلية المعتمد بن عباد الشاعر الذي توفي في مدينة أغمات المغربية.
ويبرز شخصان من هذه الفترة وهما: عياض بن موسى الشهير بالقاضي عياض وابن باجة. ألف القاضي عياض كتاب الشفا بتعريف حقوق المصطفى. وفي الأندلس يذكر الشاعر الوشاح التطيلي الأعمى وابن بقي وابن خفاجة وابن سهل. جاء في كتب مثل «خريدة القصر وجريدة العصر» لعماد الدين الصفهاني و«المطرب من أشعار أهل المغرب» لابن دحية و«معجم السفر» لأبي طاهر السلفي ذكر أسماء شعراء كثيرين من هذه الفترة. شكلت الأراضي المغربية والأندلسية، مع تراثها الغني من الأمويين، دولةً واحدة منذ 1086، وحفز السلاطين الثقافة في قصورهم وفي البلد. أهدى ابن بسام كتابه «الذخيرة في محاسن أهل الجزيرة» إلى الأمير أبو بكر بن عمر كما أهدى الفتح بن خاقان كتابه «قلائد العقيان ومحاسن الأعيان» إلى الأمير يوسف بن تاشفين، بل وبداية الحركة المرابطية لها أساس في مؤلفات أبو عمران الفاسي.
عاش المؤرخ ابن حيان نهاية حياته في دولة المرابطين وكذلك المؤرخ أبو عبيد الله البكري، وهو صاحب كتاب المسالك والممالك.

### الفترة الموحدية

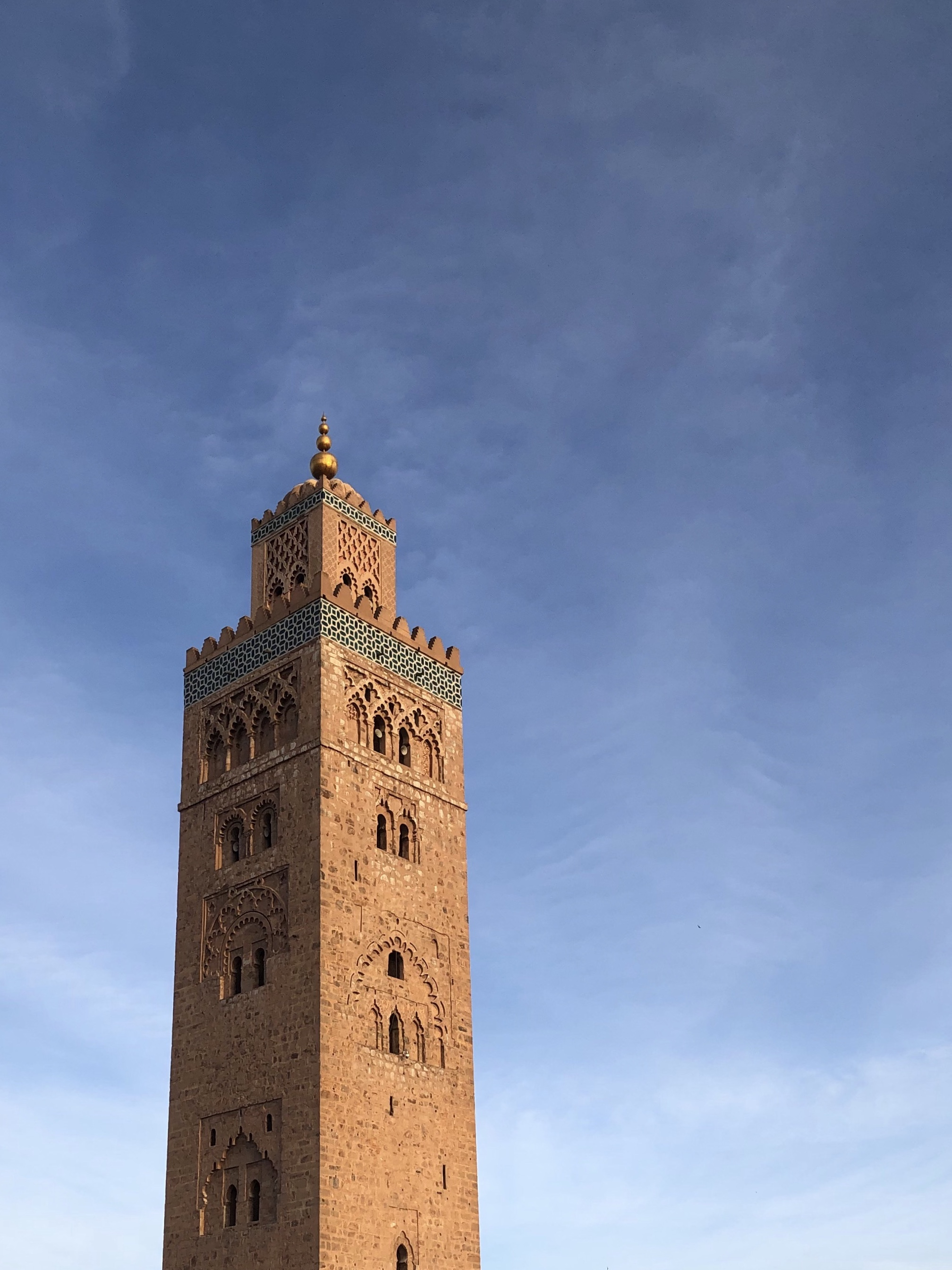
سمي مسجد الكتبية الجامع في العاصمة الموحدية مراكش على سوق مختصة بالكتب كانت بمقربة منه، وتلك السوق تعد أول سوق مختصة بالكتب في التاريخ.

عرف الأدب في المغرب ازدهارا ثانيا في عهد الموحدين (1121–1269)، فألف الزعيم المؤسس للدولة الموحدية الإمام محمد ابن تومرت كتابا بعنوان «أعز ما يطلب»، وأسس الموحدون جامع الكتبية في مراكش وهو جامع يتسع لما لا يقل عن 25,000 مصل في آن واحد واشتهر بكتبه ومخطوطاته ومكاتبه، ما أعطاه اسمه—كان أول سوق مخصص لتجارة الكتب في التاريخ. كان لدى السلطان الموحدي أبو يعقوب يوسف بن عبد المؤمن حب كبير لجمع الكتب، وأنشأ مكتبة خاصة عظيمة انتقلت في النهاية إلى قصبة مراكش وحولت لمكتبة عمومية. كان الحكام في عهد الموحدين يحثون على بناء مدارس ويرعون الطلاب والعلماء من كل نوع فرعى الموحدون ابن رشد صاحب كتاب «تهافت التهافت» وابن طفيل صاحب كتاب «حي بن يقظان» والطبيب ابن زهر وابن الأبار وابن عميرة وغيرهم من الشعراء والفلاسفة والعلماء. استقرت الشاعرة الفصيحة حفصة بنت الحاج في مراكش وعملت مدرسة في القصر الموحدي تعلم عائلة السلطان.
وذكر الدكتور امحمد جبرون في كتابه تاريخ المغرب الأقصى من الفتح الإسلامي إلى الاحتلال أن في هذا العهد، ظهرت المدارس لأول مرة في المغرب، وأسست في عهد الخليفة عبد المومن الموحدي، وكان التكوين يهدف إلى تمكين الدولة من الأطر الإدارية والقيادية، ومن بين الكتب التي كانت تدرس كتاب أعز ما يطلب لابن تومرت.
استقر محي الدين بن عربي، صاحب الفتوحات المكية وفصوص الحكم، في فاس وتتلمذ على الشيخ ابن قاسم التميمي الفاسي، وهو صاحب كتاب المستفاد في مناقب العباد بمدينة فاس وما يليها من البلاد وفهرسة النجم المشرقة التي فيها 81 سيرة لقديسين مغاربة.

#### الأدب اليهودي في المغرب خلال القرون الوسطى
يجدر بالذكر أن الثقافة اليهودية الأندلسية المغربية عاشت عصرا ذهبيا في القرون الوسطى في المغرب والأندلس—ولا سيما في الأدب—ومن أبرز الكتاب اليهود المغاربة من ذلك العصر هناك إسحاق الفاسي (1013-1103) ويوسف بن عقنين (1150-1220) وموسى بن ميمون (1135-1204)، صاحب كتاب دلالة الحائرين.

#### نهاية العلاقة مع الأدب في الأندلس
يعتبر لسان الدين بن الخطيب خاتم العلماء الأندلسيين العظماء وهو عاش فترة في المغرب في المنفى.
استقر ليون الإفريقي في المغرب بعدما سقطت مملكة غرناطة في يد الكاثوليك سنة 1492 قبل اختطافه وذهابه إلى الدول البابوية في شبه الجزيرة الإيطالية.

### الفترة المرينية

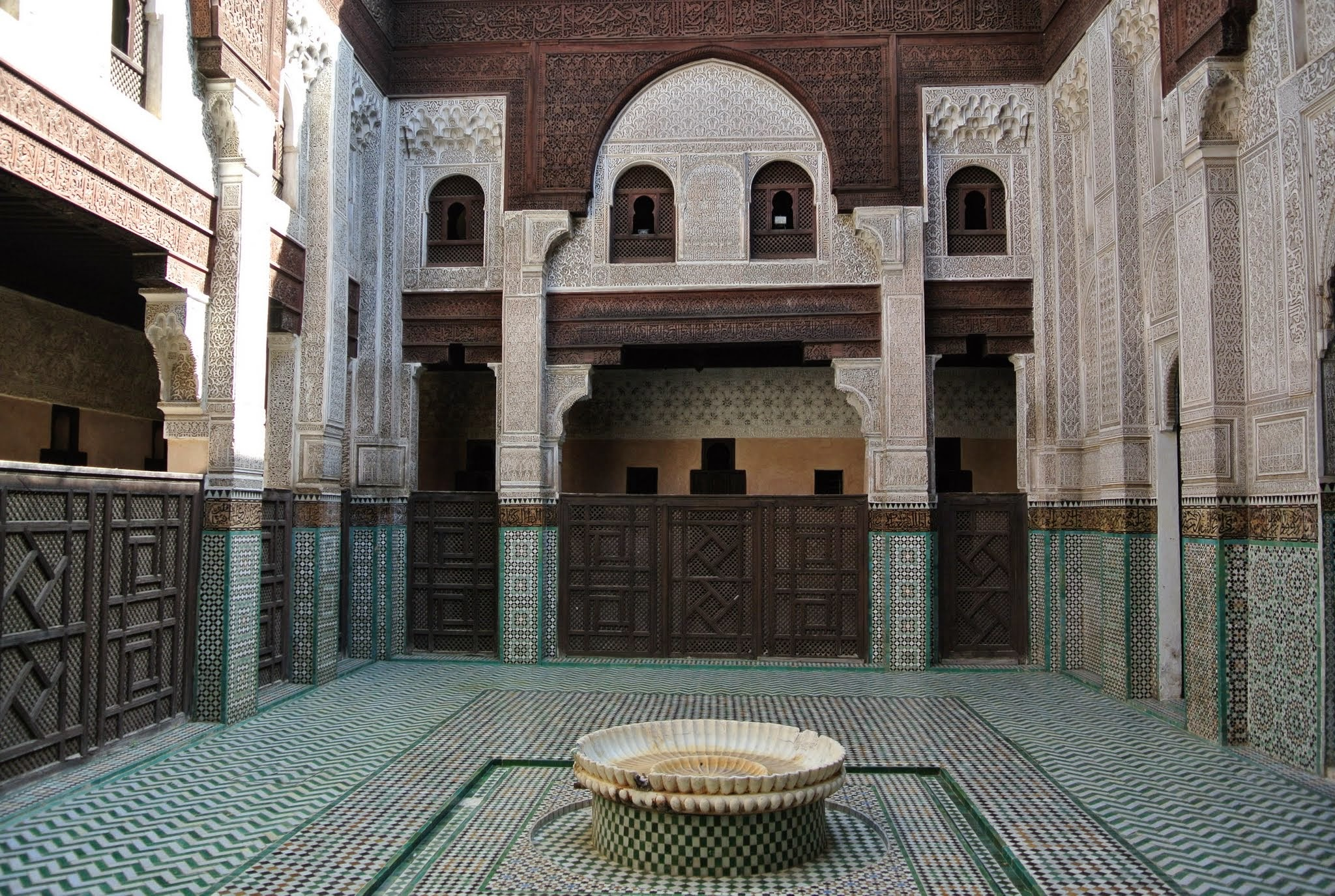
المدرسة البوعنانية بمكناس مدرسة من المدارس التي شيدت وساهمت في النهضة التعليمية والأدبية في عهد المرينيين.

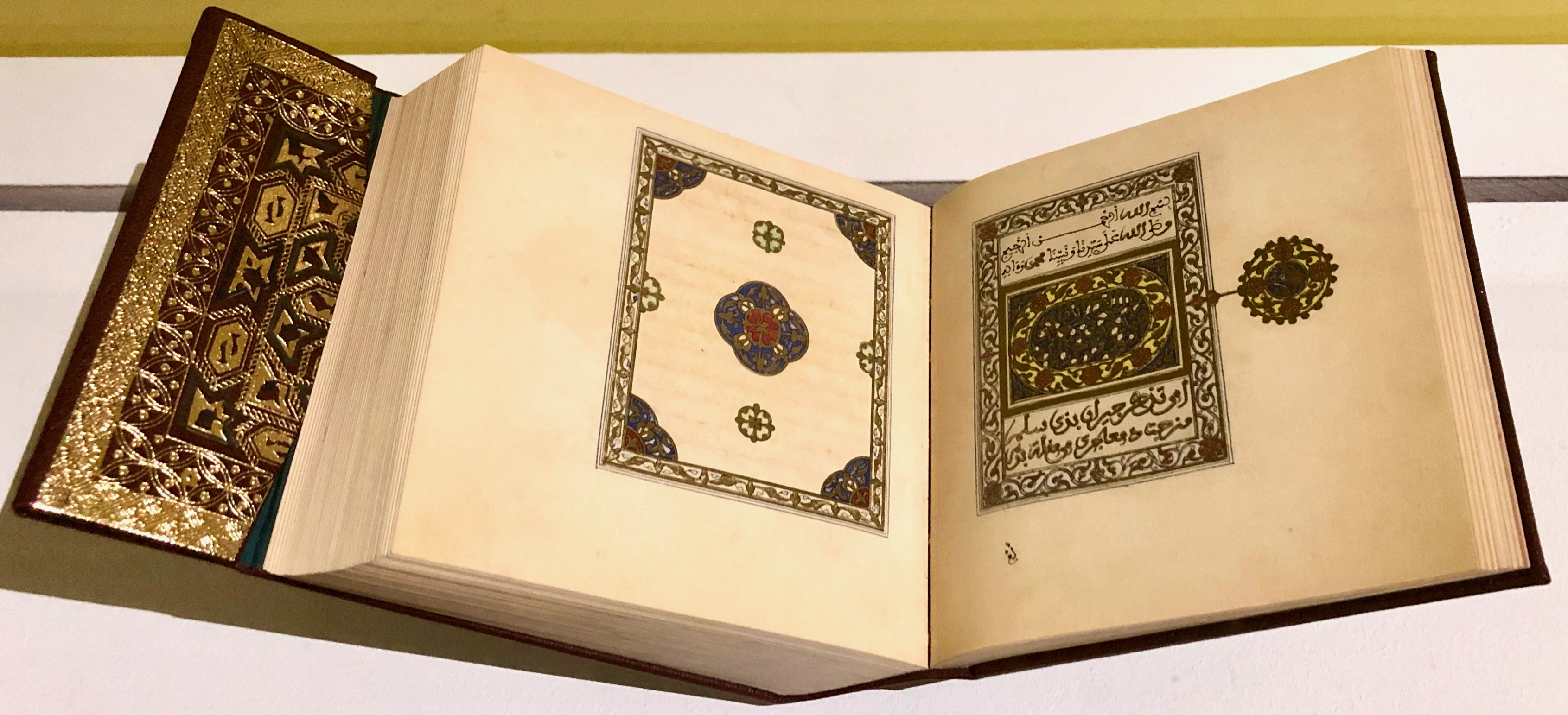
يعتبر كتاب دلائل الخيرات للإمام المتصوف الجزولي (- 1465) من أشهر كتب الأدعية الإسلامية في القرون الوسطى.

عرف هذا العهد نهضة تعليمية بحيث تم تأسيس شبكة من المدارس في أنحاء المغرب، كما في فاس ومكناس وسلا، كما ازدهرت المكتبات وتجارة الكتب بحيث تحولت بعض الساحات إلى سوق للكتب كل يوم جمعة.
وضع ابن أبي زرع الفاسي كتابه «الأنيس المطرب بروض القرطاس في أخبار ملوك المغرب وتاريخ مدينة فاس» الشهير «روض القرطاس» عام 1326.
تعد ملعبة الزجال عبد لله الكفيف الزرهوني أول نص مكتوب بالدارجة المغربية، وتعود الملحمة الشعرية إلى رحلة السلطان أبي الحسن إلى تونس أي إفريقية كما سميت آنذاك، وقال ابن خلدون عن هذا الشعر: «هو من أبدع مذاهب البلاغة.»
طلب أبو عنان فارس من أحد كُتابه ابن جزي أن يسجل قصة رحلة ابن بطوطة التي استغرقت 29 عاما، واسم القصة «تحفة النظار في غرائب الأمصار وعجائب الأسفار» تعتبر من أمهات الكتب وهي من أشهر وأهم ما كتب في أدب الرحلة، وتم تسجيل القصة ديسمبر 1355.
كتاب دلائل الخيرات ألفه الإمام محمد بن سليمان الجزولي (- 1465) في القرن الخامس عشر، وهو من السبعة رجال من مدينة مراكش، والكتاب يحتوي على سلسلة من الترانيم للتلاوة اليومية، من الشعائر الصوفية. أثر هذا الكتاب على العالم الإسلامي بصورة واسعة.

### الفترة الوطاسية

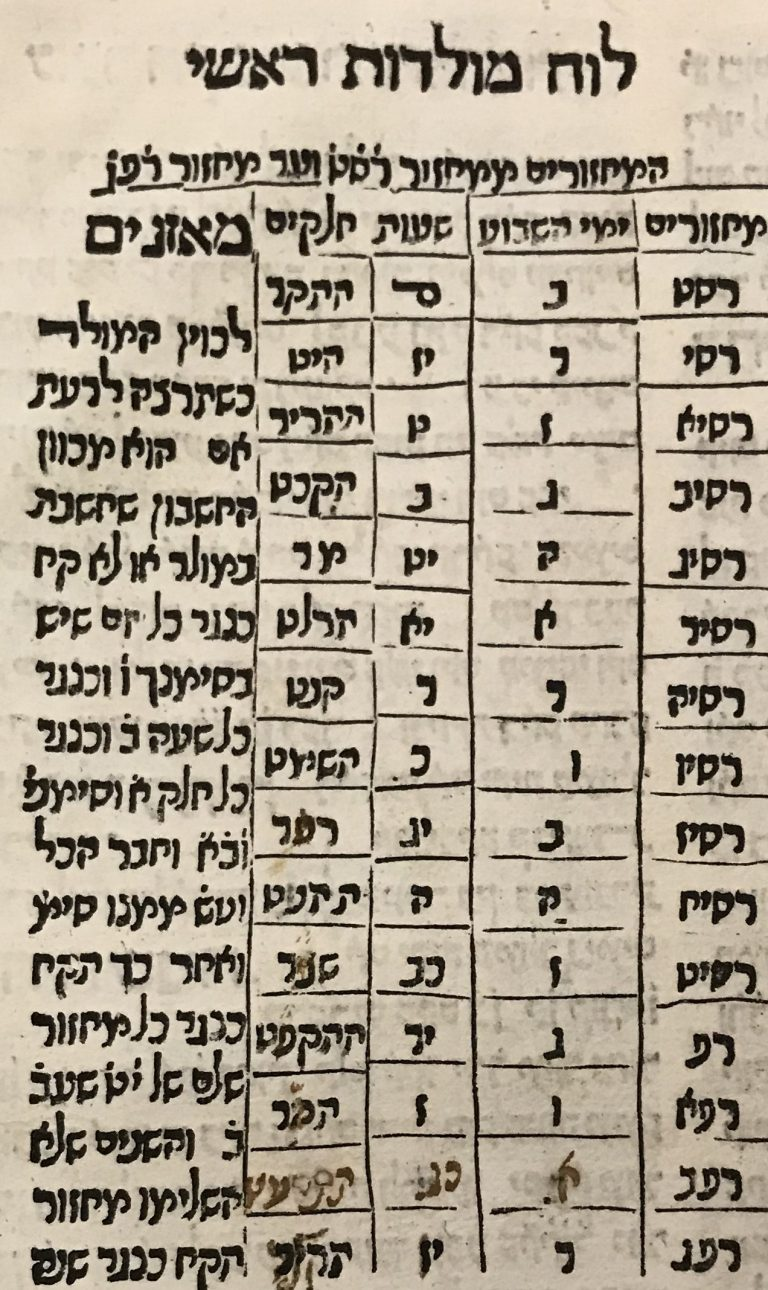
جدول من كتاب سفر أبي درهم (ספר אבודרהם) المطبوع في فاس عام 1516، ما يعد أول كتاب طبع في القارة الإفريقية.

طبع صامويل ابن إسحاق نديفوت وابنه إسحاق، وهما من اليهود الأندلسيين اللاجئين، أول كتاب مطبوع في القارة الإفريقية، وذلك عام 1516 وفي مدينة فاس، واسم الكتاب سفر أبي درهم (ספר אבודרהם)، ونسخة من كتاب كان يطبع في لشبونة وهو تعليق عن أدعية داود أبي درهم. كانا يطبعان من 1516 إلى 1524 عندما فرضت إسبانيا حظرا على الورق.

### الفترة السعدية

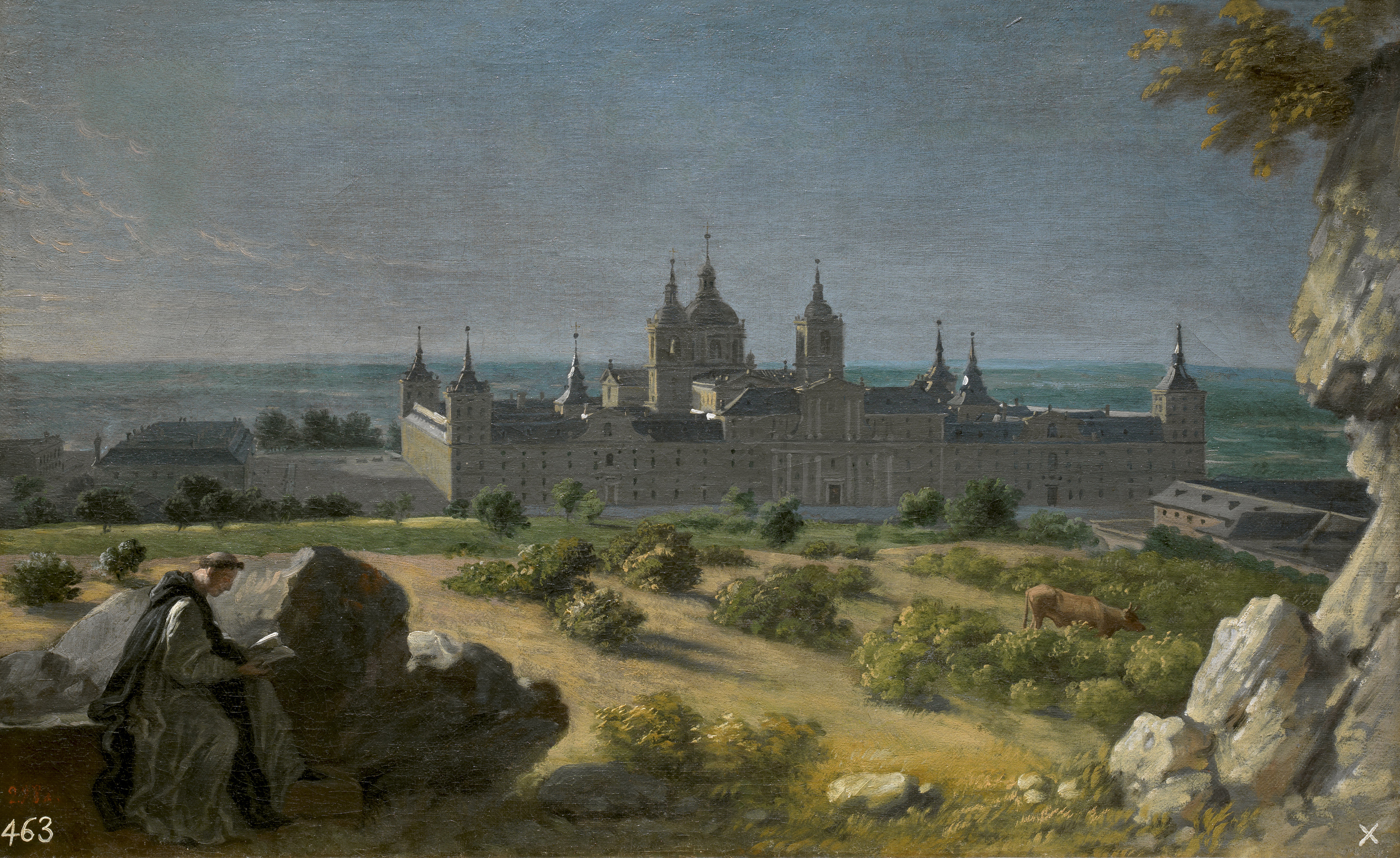
لوحة لدير الإسكوريال شمال غرب مدريد في إسبانيا—موقع الخزانة الزيدانية التي سُرقت في عهد السلطان زيدان الناصر السعدي.

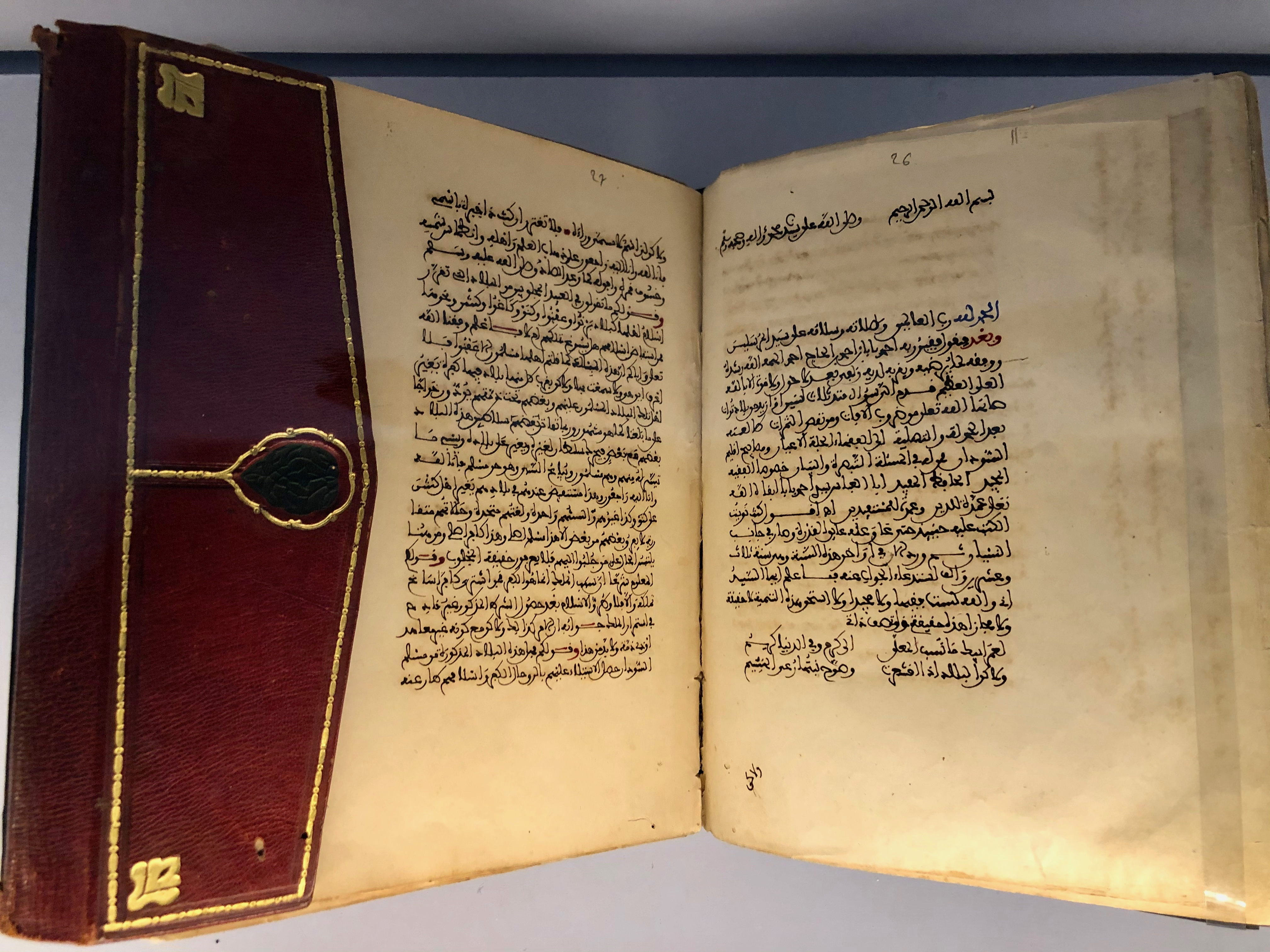
مخطوطة بالخط المغربي لكتاب معراج الصعود للعالم أحمد بابا، الذي يجيب فيه عن أسئلة المغاربة حول الاسترقاق في بلاد السودان.

كان عبد العزيز الفشتالي مؤرخ الدولة في عهد السلطان أحمد المنصور الذهبي، وألف «مناهل الصفا في أخبار موالينا الشرفا». وقال السلطان أحمد المنصور الذهبي «إن الفشتالي نفتخر به على ملوك الأرض ونباري به لسان الدين بن الخطيب.» طورت في عهد السعديين مكتبة تارودانت وأسس السعديون كذلك مكتبة تامكروت ويبقى جزء منها. ضاعت الخزانة الزيدانية الشهيرة المنتمية للسلطان زيدان بن أحمد عام 1612 وخزنت في مكتبة الإسكوريال حيث تبقي إلى الآن.
كتاب «تاريخ السودان» ألفه الشيخ عبد الرحمان بن عبد الله بن عمران بن عامر السعدي والذي خدم المغرب حاكما على جني ثم رئيسا لأمناء إدارة أهل الرماة في تمبكتو، وذلك حوالي عام 1655 بعد توسع الدولة السعدية في بلاد تمبكتو عام 1591. يعد هذا الكتاب من أهم المصادر عن تاريخ الغرب الإسلامي بصفة عامة وإمبراطورية سونغاي بصفة خاصة.
كان أحمد بابا التمبكتي أعظم علماء مدينة تمبكتو عندما استولى عليها السعديون، وواصل تدريسه بعد نفيه إلى المغرب. يفوق عدد مؤلفاته 50 في مجالات مثل القانون والنحو والفقه والأدب. هو صاحب كتاب معراج الصعود إلى نيل حكم مجلب السود الذي يجيب فيه عن أسئلة المغاربة عن الاسترقاق في بلاد السودان.
ألف الكاتب الرحالة الموريسكي أحمد بن قاسم الحجري الشهير «أفوقاي الأندلسي» كتابه رحلة الشهاب إلى لقاء الأحباب وهو يصنف ضمن كتب أدب الرحلات.

### الفترة العلوية

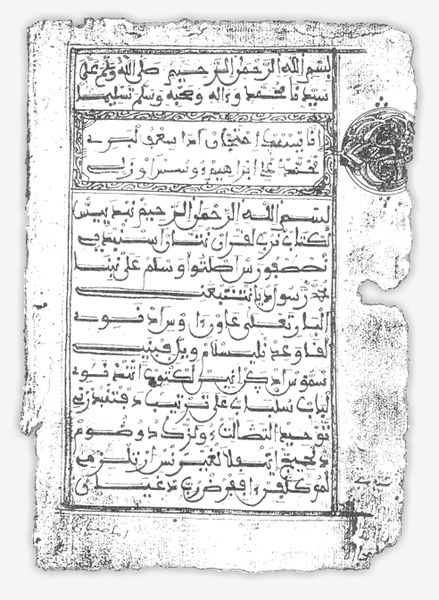
الصفحة الأولى من مخطوطة "الحوض" باللغة الأمازيغية الشلحية، خلال القرن الثامن عشر.

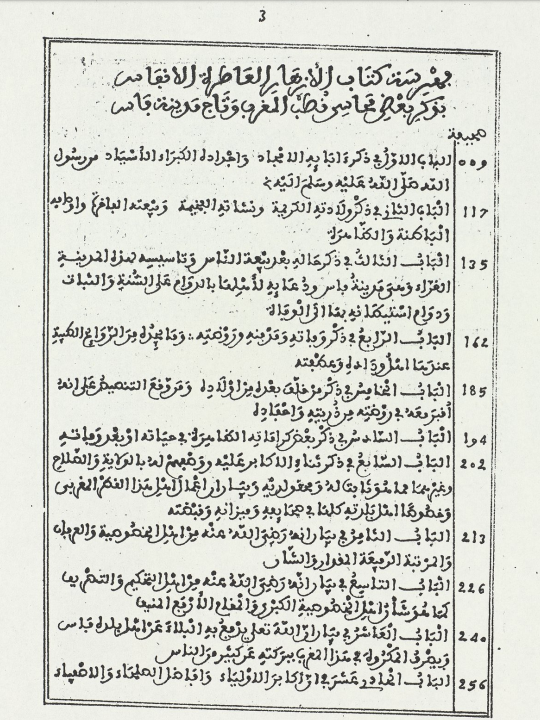
فهرسة كتاب الأزهار العاطرة الأنفاس بذكر محاسن قطب المغرب وتاج مدينة فاس، بتاريخ 1314 هـ (1896/1897 م).

بدأ الشيخ محمد المعطى بن صالح الشرقي تحرير كتابه ذخيرة المحتاج في الصلاة على صاحب اللواء والتاج سنة 1737، وهو كتاب عن الصلاة والذكر والاستغفار.
الطريقة التيجانية طريقة صوفية وضعها أحمد التيجاني (عين ماضي 1735 – فاس 1815)، وسرعان ما انتشرت في النخبة الأدبية المتعلمة في شمال إفريقيا، وشكل علماء التيجانية شبكة تعد من أكثر الشبكات الإسلامية إنتاجا للأدب في شمال غرب القارة الإفريقية، وكانت مدينة فاس المغربية تعتبر العاصمة الروحية للطريقة التيجانية.
ألف المؤرخ الأديب محمد أكنسوس المراكشي كتابه الشهير الجيش العرمرم الخماسي (1866).
ألف حاخام تطوان إسحاق ابن الوليد كتابا تحت عنوان «وقال إسحاق» (ויאמר יצחק) يؤرخ فيه تاريخ اليهود في تطوان، مدينة كانت تعتبر عاصمة السفارديين، أي اليهود الأندلسيين، في المغرب بعد سقوط الأندلس.
جلب محمد ابن الطيب الروداني وهو من عائلة متعلمة من تارودانت، أول آلة طباعة للغة العربية في المغرب من مصر عام 1864، وجلب معه عاملا مصريا لتشغيلها. كانت هذه الآلة تعتمد على تقنية الطباعة الحجرية، التي مكنت الطباعة بالحروف العربية التي هي متصلة. توفي الروداني عام 1865، وظلت «المطبعة السعيدة»، كما سميت، تحت إشراف سلطات المخزن حتى 1871، وكانت أول إصداراتها «الشمائل المحمدية» للعالم الفارسي أبي عيسى محمد الترمذي.
ألف أحمد بن خالد الناصري كتابه الاستقصا لأخبار دول المغرب الأقصى المعروف بمجرد كتاب الاستقصاء في عقد 1880، وهو أول كتاب عن التاريخ الوطني المغربي وكان الناصري يعتمد على مصادر غير إسلامية ويدرج الاقتباسات في نصه. كان معظم ما نشر في فترة ما قبل الاستعمار يتناول مواضيع دينية كالتصوف أو الفقه إنما نشرت كذلك أعمال من أدب الرحلة، ونشر في مدينة فاس عام 1908 كتاب نصيحة أهل الإسلام لمحمد بن جعفر الكتاني. نشر محمد المهدي الوزاني مجلده المعيار الجديد الذي رابط بين الفقه والواقع الاجتماعي آنذاك.

#### الأدب خلال القرن التاسع عشر
تأثرت النخبة المغربية المتعلمة بحركة النهضة في المشرق، فكانت صحيفة العروة الوثقى للشيخين محمد عبده وجمال الدين الأفغاني دورية متداولة في المغرب. كان الإمام محمد بن عبد الكبير الكتاني، وهو شيخ الطريقة الكتانية، شاعرا وأديبا معارضا للوجود الفرنسي في المغرب، واستعمل الكتابة وسيلة للمقاومة، فدعم جريدة لسان المغرب، والتي أصدرها سوريان، وأنشأ جريدة الطاعون، وصار بفضل مؤلفاته له نفوذا سياسيا حتى فرض شروطا على بيعة المولى عبد الحفيظ في فاس، وترك الشيخ الكتاني بعد اغتياله مؤلفات كثيرة وديوانا يغلب عليه الطابع الصوفي الفلسفي العشقي.
ترك الشيخ ماء العينين مؤلفات كثيرة ومنها مُبْصِر المتشوف على منتخب التصوف، كما ألف ابنه أحمد الهيبة كتبا اسمها سراج الظلم فيما ينفع المعلم والمتعلم وسرادقات الله الدافعة للبلايا ورد على القائل إن الدابة هي السيارة.

## خلال القرن العشرين
تميز المشهد الأدبي في المغرب في القرن العشرين على صعيد بالاتصال والإنتاج والإطلاع على كل من الأدب في العالم العربي وأوروبا وعلى صعيد آخر، عانت الصحافة والنشر من الرقابة من السلطات الفرنسية. وكذلك تميز الإنتاج الأدبي في تلك الفترة بالبحث عن هوية وطنية ردا على الاستعمار، وبالمحاولة لجمع مرجعية أدبية مغربية وتأطير تاريخ الأدب المغربي في تاريخ الأدب العربي بوجه عام. صدر محمد بن العباس القباج كتاب الأدب العربي في المغرب الأقصى عام 1929، الذي يعتبر أول مساهمة في النقد الأدبي المعاصر في المغرب. ألف عبد الله كنون كتابا اسمه النبوغ المغربي في الأدب العربي وهو كتاب عن تاريخ الأدب المغربي بثلاثة مجلدات، وحاولت قوات الاستعمار الفرنسية حظره. ذكر الفقيه الأستاذ محمد المنوني المختص بالمخطوطات أن عددا ضخما من المخطوطات بالمغرب اختفى خلال فترة الاستعمار.
يختلف النقاد والمؤرخون حول تاريخ النشأة الحقيقية للرواية المغربية نظرا لتداخل الكتابات الشبه الروائية التي عرفها المغرب بين 1924 و1967 مع أجناس أدب الرحلة والسير الذاتية ومنها: الرحلة المراكشية لابن المؤقت 1924 والزاوية للتهامي الوزاني 1942 وفي الطفولة لعبد المجيد بنجلون 1942). تعتبر رواية جيل الظمأ لمحمد عزيز الحبابي (1967) أول عمل روائي مغربي بالمعنى المتعارف عليه للرواية. هذه المرحلة التأسيسية للرواية المغربية تميزت بهيمنة خصائص الرواية العربية الكلاسيكية للنصف الأول من القرن العشرين: خطية السرد، الزمن الواحد المتسلسل إضافة إلى الحضور الذاتي الكبير للمؤلفين عبر الحضور القوي للوعظ والخطابة والتعليق المباشر على الأحداث.

### طنجة الدولية

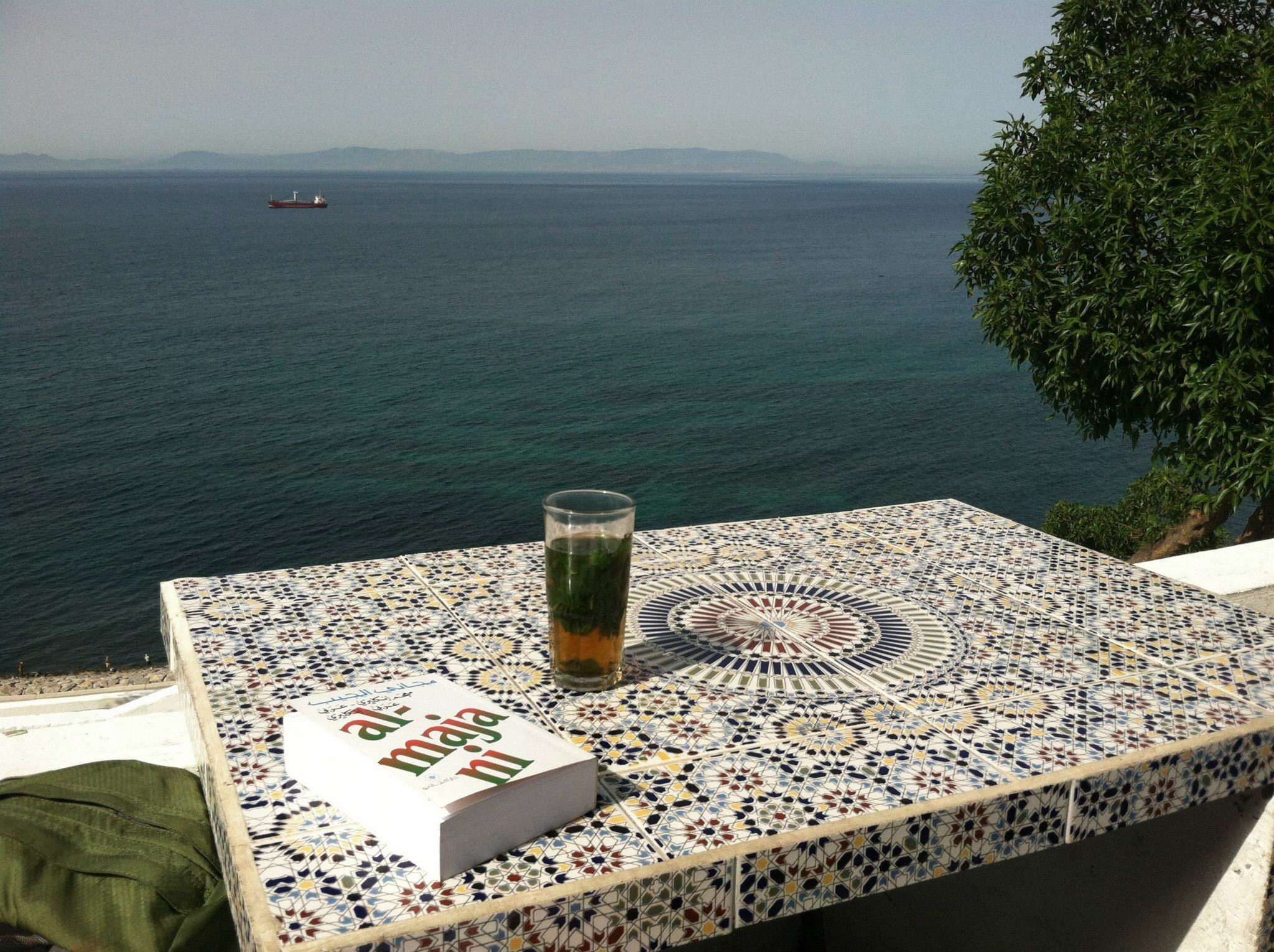
المنظر من مقهى الحافة في طنجة، مقهى تاريخي يعد معلما أدبيا استقطب كتابا مثل محمد شكري وبول بولز وويليام بوروز وغيرهم. ازدهرت في طنجة في القرن العشرين حركةٌ أدبية على الصعيد الوطني والدولي.

صارت مدينة طنجة تحت نظام المنطقة الدولية قطبا أدبيا وفنيا التجأ إليه العديد من الكُتاب من الغرب مثل بول بولز وتينيسي وليامز وبريون جيسن وويليام بوروز وجاك كيروك، وخصوصا خلال الأعوام 1950 و1960. تحققت كذلك الكثير من الترجمة في هذه البيئة الدولية، وللمرة الأولى أتيحت للعالم الغربي الفرصة لمطالعة الأدب المغربي، فمثلا ترجم الكاتب الأميركي بول بولز أعمالا لقصاص مغاربة مثل إدريس الشرادي (العربي العياشي) ومحمد مرابط وأحمد يعقوبي وعبد السلام بولعيش، ويشار إليهم بلفظ رواة طنجة.

### الأدب الملتزم
بين الاستقلال والسبعينات دخلت الرواية المغربية مرحلة واقعية غلبت عليها السمة الوظيفية للروايات على حساب القيم الشكلية والجمالية. كان الروائيون المغاربة في هذه المرحلة بمثابة مثقفين عضويين أسقطوا في رواياتهم المخاضات السياسية والثقافية والاجتماعية التي تلت استقلال المغرب، وهي ظاهرة تحدث عنها الفيلسوف الفرنسي جان بول سارتر في كتابه ما هو الأدب؟ وسماها «الأدب الملتزم.» ومن أهم أسماء هذا التيار مبارك ربيع وعبد الكريم غلاب، عرفت هذه المرحلة أيضا تحررا تدريجيا للرواية المغربية من القوالب البيانية الكلاسيكية عبر واقعية أكبر في الحوارات والشخصيات (ظهور البطل الإشكالي) واتخاذ الهامش والأوساط الشعبية والفقيرة كفضاءات سردية، وهو ما تجلى أكثر في ما يعرف بأدب الهامش برائديه الأساسيين محمد زفزاف ومحمد شكري. ازدهر الأدب المغربي مع كتاب مثل محمد شكري وهو صاحب كتاب الخبز الحافي الذي أثار جدلا كثيرا، وادريس الشرايبي وهو صاحب كتاب الماضي البسيط (1954) باللغة الفرنسية، ومحمد زفزاف وهو صاحب كتاب محاولة عيش وادريس الخوري. هؤلاء الروائيون كانوا مجرد بداية أتى بعدها الكثير من الروائيين والشعراء وكتاب المسرحيات.
ألف للعالم الأمازيغي المختار السوسي كتاب المعسول وهو موسوعة في تاريخ السوس الأقصى وذلك عام 1960.

### مسألة اللغة
كتب عبد القادر الشاط أول رواية مغربية باللغة الفرنسية عام 1930 واسمها فسيفساء باهتة (Mosaïques ternies).
ظلت مسألة اللغة في الأدب المغربي، كما ظلت مسألة اللغة في المجتمع المغربي، أمرا له شأن في الفترة التي عقبت الاستقلال، وقال الشاعر المغربي ياسين عدنان تعليقا عن مسألة اللغة في الأدب المغربي: «سواءٌ كتَبْنا بالعربية أو بالفرنسية، فإننا نُنتج أدبًا مغربيًّا معاصرًا. لم تعد اللغة تفرّقنا، ما دام الخيال مغربيا، والوجدان مغربيا، والمكان مغربيا، والشخصيات مغربية» مع أنه يذكر في نفس المقال أن «نخبة من أدباء بلدي تُنتج أعمالها بلغة موليير» أي اللغة الفرنسية.
ألف عبد الفتاح كيليطو كتبا باللغتين العربية والفرنسية، ومِن كُتُبِهِ «لن تتكلم لغتي» (بالعربية) و«أتكلم جميع اللغات، لكن بالعربية» (بالفرنسية). ويقترح أن حضور لغتين عند كاتب ما، أو التمكن من لغتين، يعني أن تظلم إحداهما الأخرى كما قال الجاحظ أيضا. لكن كيليتو يعود في كتابه «أتكلم جميع اللغات لكن بالعربية»، ويقول أن كثيرا من العرب تعلموا لغة أجنبية، فنسوا لغتهم”. ورغم ذلك ينتصر كيليتو لأصحاب اللسان المفلوق، الذين يتحدثون لغتين أو أكثر، لأن من يدرس الأدب، لا يمكن أن يقتصرعلى لغة واحدة. ويؤكد على أن الكاتب المغربي، وهو يكتب بالعربية أو الفرنسية، أو بأية لغة أخرى، فهو إنما يفكر بلغته الأم، تلك اللغة “المتربصة”، التي تظل متربصة بالإنسان، عبر الزمان والمكان.

### تحول الأدب المغربي مع تحول المجتمع المغربي
يعد كتاب رجوع إلى الطفولة (1993) للكاتبة ليلى أبو زيد من أوائل الكتب المغربية في صنف السيرة الذاتية، وقالت ليلى في مقدمة الكتاب: «عندما كتبت أول مقال في أواخر الستينيات، لم تكن عندي الجرأة حتى على توقيعه باسمي الحقيقي. وعندما كتبت أول رواية تركت بلدة البطلة بدون اسم، لأنها بلدتي. بعبارة أخرى، كان علي أن أنتظر سنوات عديدة قبل أن أجرؤ على كتابة سيرتي الذاتية. وحتى عندما فعلت ذلك لم أفعله من تلقاء نفسي، ولكن لأن الأستاذة إليزابيث فرنيا، الخبيرة الأمريكية المعروفة في شؤون الشرق الأوسط، طلبت مني، بالإضافة إلى أنه موجه إلى جمهور أجنبي، وأنه يمنحني الفرصة لتصحيح ما يمكن تصحيحه من أفكار مسبقة عن الإسلام والمرأة المسلمة.»
إدمون عمران المالح ويعقوب كوهين من المغاربة اليهود المساهمين في الأدب المغربي المعاصر.

### كتاب مغاربة في المهجر
يشتهر بعض الكتاب ذوي الأصل المغربي خارج المغرب، مثل طاهر بن جلون في فرنسا وليلى العلمي في الولايات المتحدة. وكانت لغة الكتابة لهؤلاء الكتاب متعددة وأهمها الفرنسية والإنجليزية والإسبانية والألمانية، وفي كثير من الأحيان تحضر الثقافة الأصلية في كتابات مغاربة العالم كما يحضر التعبير عن جرح الانفصال عن الثقافة الأم، بحيث تصبح الكتابة نوع من الحفاظ على الذاكرة. كما حاول بعض الكتاب من خلال كتاباتهم تصحيح الصورة النمطية عن المهاجر المغربي. ومن أهم الكتاب المغاربة في المهجر: إدريس الشرايبي، عبد اللطيف اللعبي، فؤاد العروي، طه عدنان، عبد الله طايع، عبد الحميد البجوقي، ليلى سليماني، محمد أهروبا، محمد الظهيري.

## أجناس الأدب المغربي

### الرواية
الرواية المغربية مكتوبة بمختلف اللغات المقروءة في المغرب خصوصا العربية والفرنسية. ترجع أولى الإصدارات الروائية المغربية إلى النصف الأول من القرن العشرين، عرفت بعد ذلك تطورات وبروز تيارات متأثرة بالمدارس الأدبية العالمية وأيضا بالسياق السياسي والاجتماعي داخليا وخارجيا، من أهمها المدرستين الواقعية والتجريبية. يمكن فصل الرواية المغربية في أربع مراحل: المرحلة التأسيسية والمرحلة الواقعية والمرحلة التجريبية والرواية المغربية المعاصرة.
رغم أنها لا يمكن أن تقارن، كميا، بمدارس روائية أخرى في المنطقة العربية أو على المستوى العالمي إلا أن الرواية المغربية حققت تراكما نوعيا مهما وتحظى بمقروئية محترمة في المشهد الأدبي المغربي وعلى المستوى الدولي. ومن أهم الروائيين المغاربة، محمد برادة، بنسالم حميش، فاتحة مرشيد، أحمد التوفيق، محمد الأشعري، محمود عبد الغني، طارق بكاري، عبد المجيد سباطة، عبد الحي المودن، حسن أوريد، عبد الكريم الجويطي، الزهرة رميج، عبد العزيز الراشدي، البشير الدامون، عبد الرحيم لحبيبي، عبد الإله بن عرفة، ربيعة ريحان، محمود عبد الغني، ليلى أبو زيد.

روائيون مغاربة معاصرون
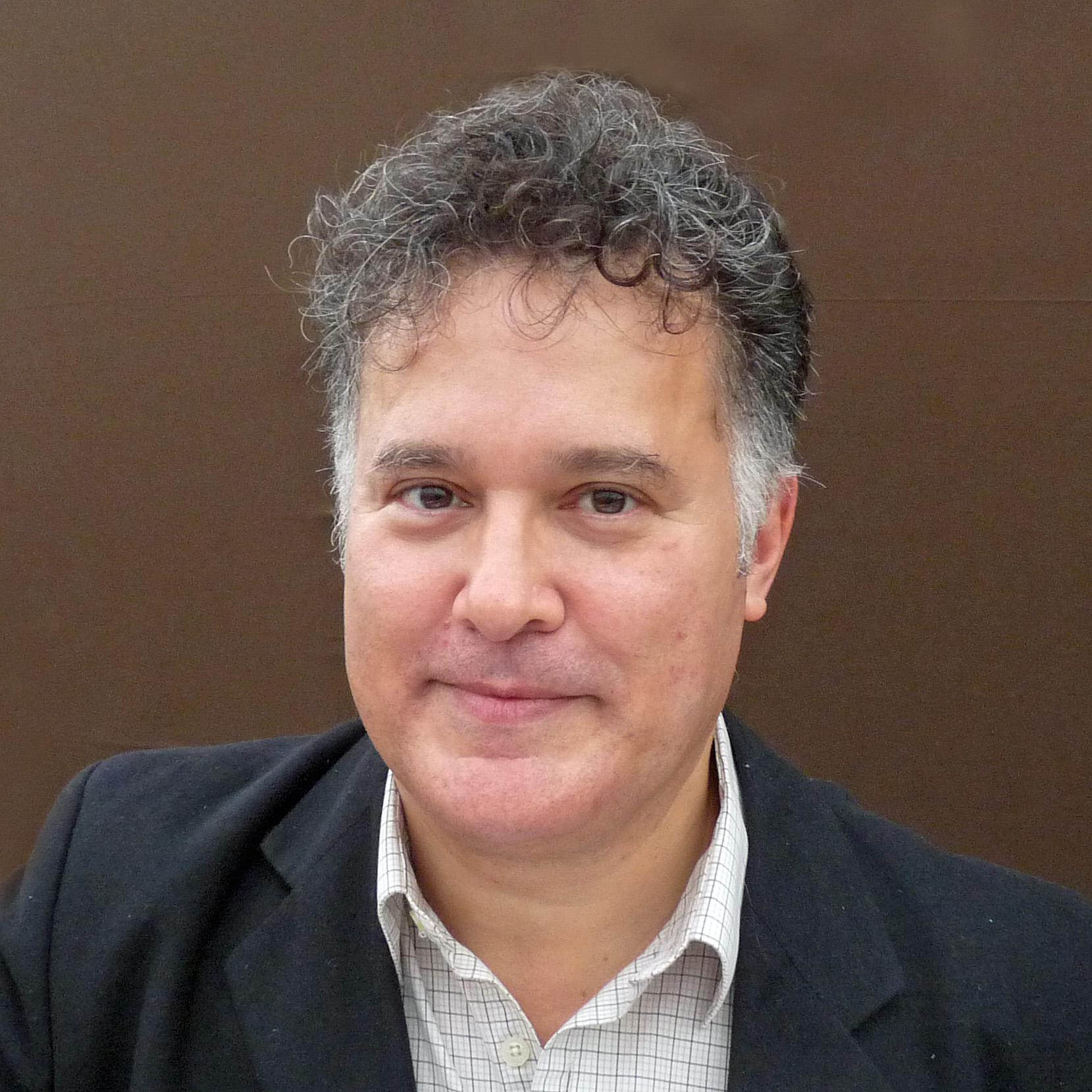
فؤاد العروي
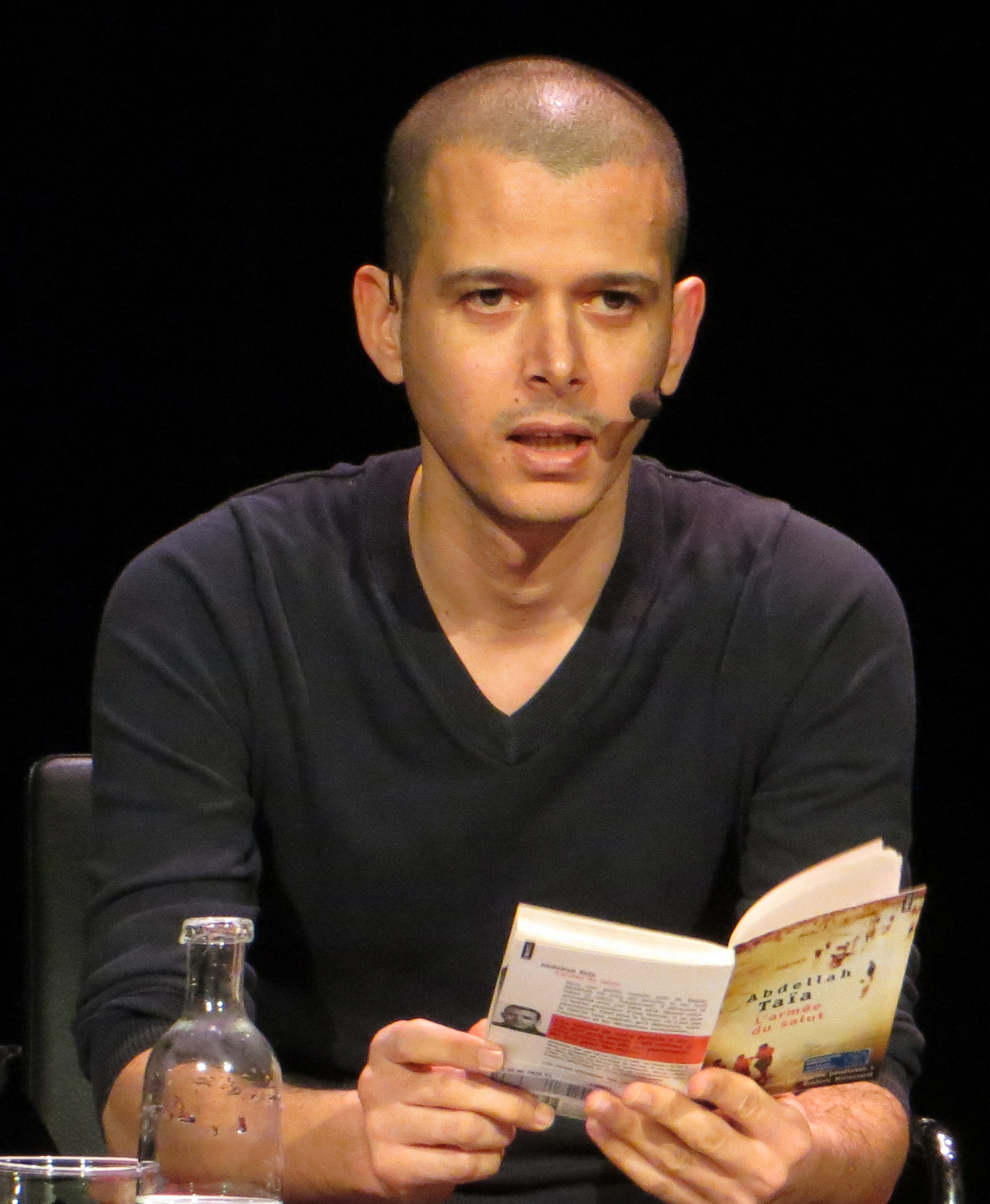
عبد الله الطايع
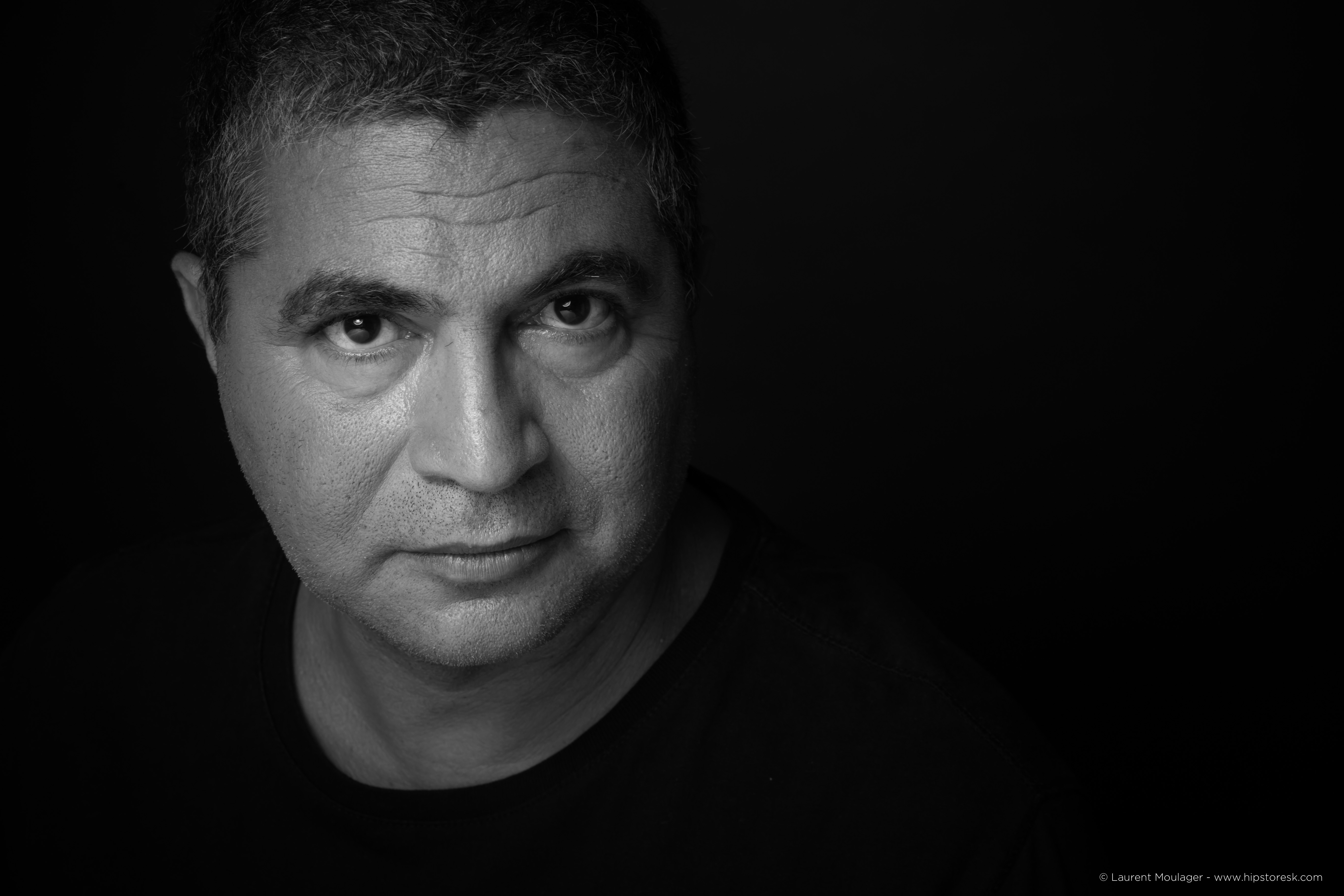
ماحي بينبين
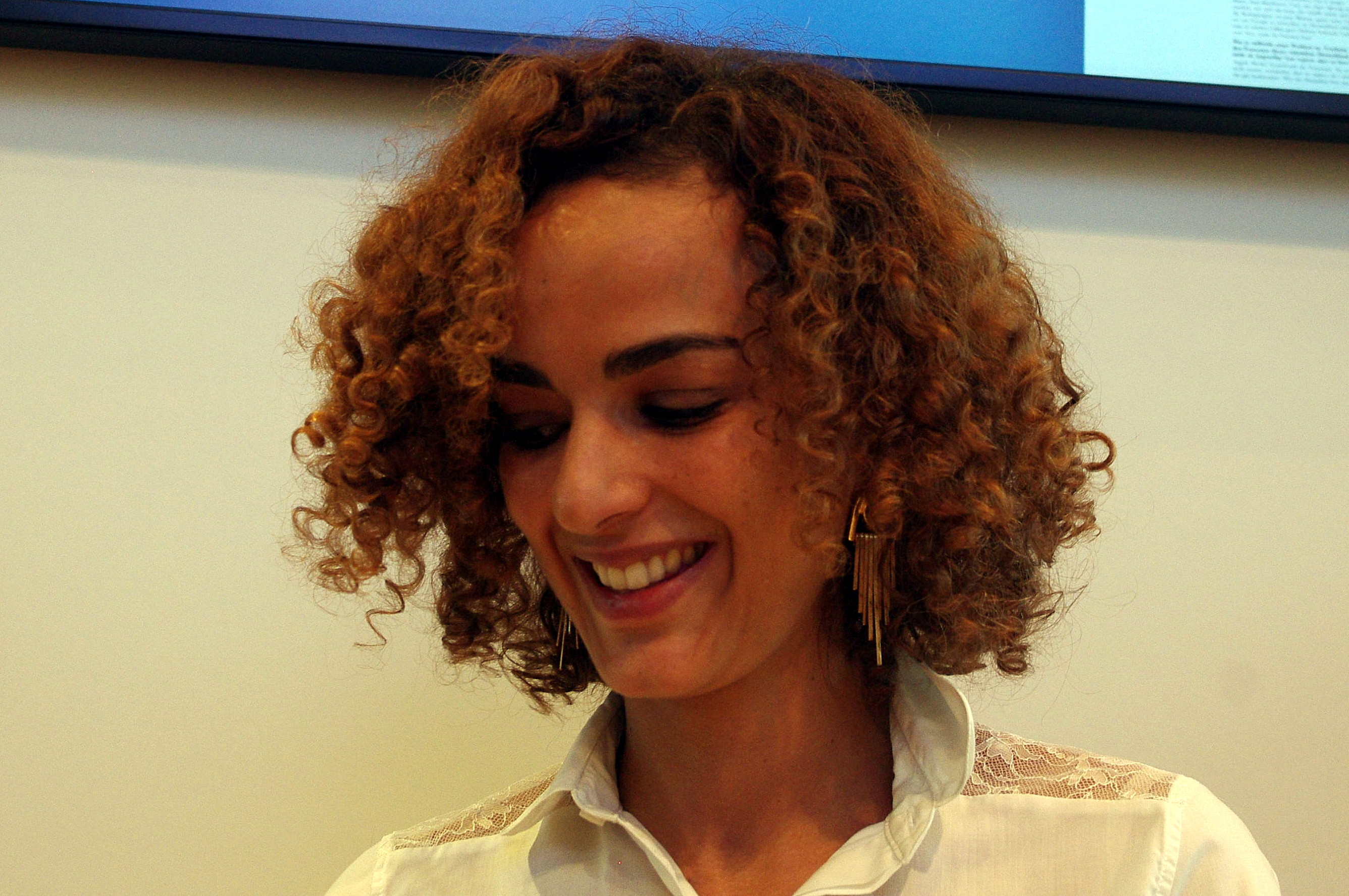
ليلى السليماني
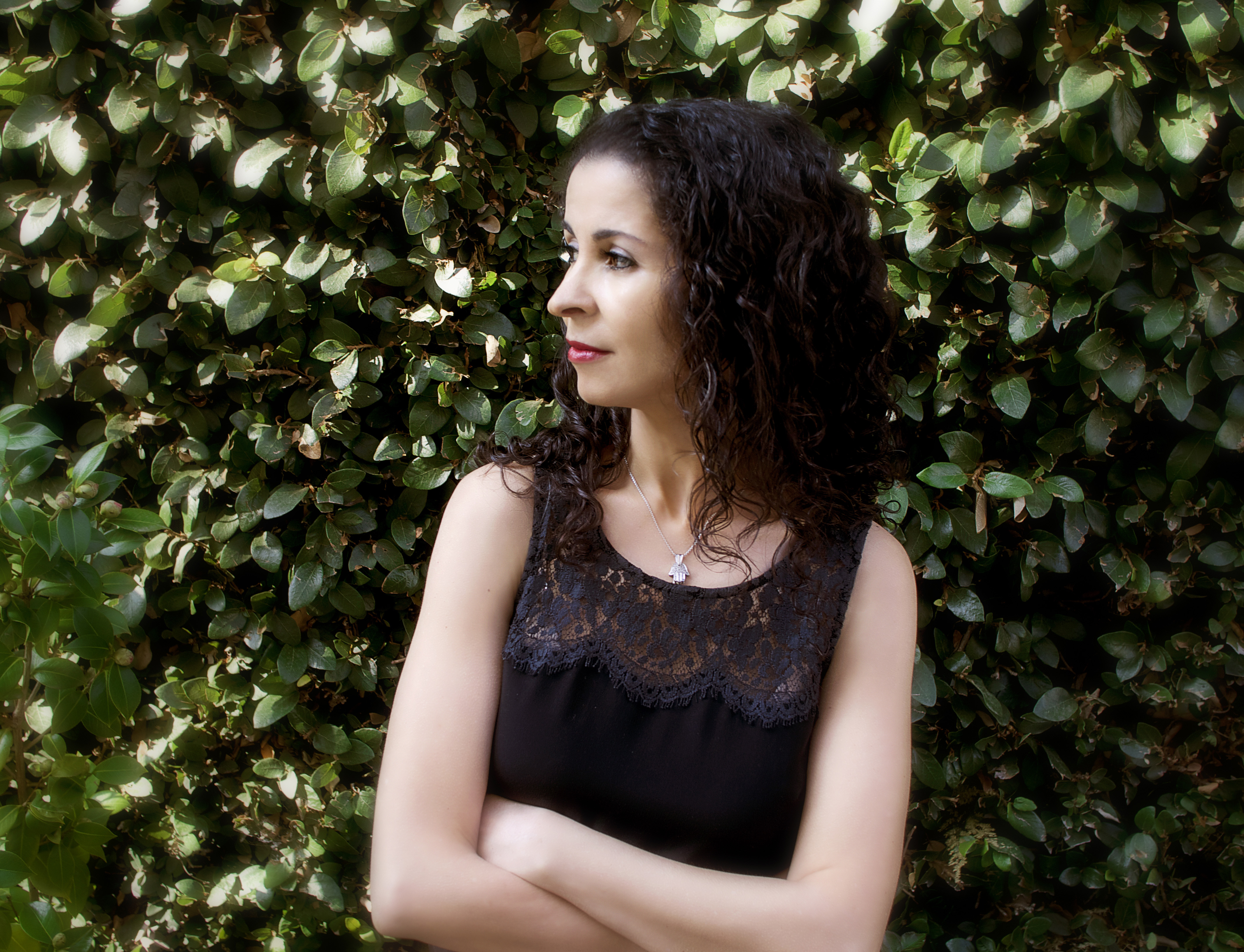
ليلى العلمي
طارق بكاري
محمد زفزاف

### القصة القصيرة
تعتبر القصة القصيرة أحد الاجناس الأدبية الأكثر تعقيدا من حيث قصرحجمها ودقة معانيها ودلالاتها وجمالية أسلوبها. ويقابلها في اللغة الإنجليزي Short story وفي الفرنسية la nouvelle. وفي الادب المغربي تعد القصة جنسا ادبيا حديث النشأة بالنظر لقصر تاريخ هذا الفن عربيا  حسب النقاد المتتبعين لهذا الجنس الابداعي نظرا لالتباسه على المستوى المفاهيمي وتداخله مع أنواع عدة في التراث العربي القديم كالمقالة والحكاية والاقصوصة والخاطرة. مما يعني أن القصة عرفت تطورا كبيرا، حيث تعود ارهاصاتها الأولى حسب بعض النقاد كالباحث محمد القاسمي والناقد احمد المديني إلى الاربعينات من القرن الماضي. غير أن الناقد نجيب العوفي يرجع بداياتها إلى الخمسينات كبداية للتاريخ لهذا الفن. وقد ارتبطت القصة في المغرب بالوعي الوطني والبحث عن الهوية الوطنية عبر مثقفي الحركة الوطنية. وتجدر الإشارة أن هذا الجنس الادبي أصبح كيانا قائم الذات، بحيث انتقلت القصة عبر تاريخ تشكلها الزمني من «سؤال الوطن» إلى «سؤال المجتمع» ثم «سؤال الذات». ويعتبر كل من محمد شكري ومحمد زفزاف وإدريس الخوري وأحمد وآخرون من الرواد المؤسسين لجنس القصة.
ويعد الكاتب المغربي أحمد بوزفور أحد أعمدة القصة المغربية والعربية الحديثة بامتياز نظرا لتفرد كتاباته شكلا وموضوعا. وقد حظيت مجموعته القصصية الأولى «النظر في الوجه العزيز» عام 1983 باهتمام النقاد المغاربة من بينهم الناقد محمد برادة. ومما عرف على القاص أحمد بوزفور رفضه لجائزة المغرب للكتاب في صنف الإبداع لسنة 2002، االتي تمنحها وزارة الثقافة المغربية (تبلغ قيمة هذه الجائزة المادية 7000 دولار) احتجاجا على ما وصفه بتردي الأوضاع السياسية والاقتصادية والثقافية في المغرب.
وتعتبر تجربة أنيس الرافعي وهو قاص مغربي من جيل التسعينيات، تجربة جديدة ترتكز على الاشتغال على جماليات التجريب، الذي يعتبره الكاتب ليس بلوغا للغاية بل هو توق وتحفز دائم، صدرت له عدة مجموعات قصصية منها الشركة المغربية لنقل الأموات"، "علبة البندورة"، و"اعتقال الغابة في زجاجة"، و"ثقل الفراشة فوق سطح الجرس"، و"البرشمان"، و"السيد ريباخا"، "مصحة الدُمى" " متحف العاهات".
وللإشارة، فقد عرفت التجربة القصصية النسائية في المغرب تاخرا مقارنة بنظيرتها، بحيث تم تسجيل أول إصدار نسائي عام 1967، بعنوان «ليسقط الصمت»، لخناتة بنونة. ومن بين رائدات الكتابة القصصية في المغرب، بالإضافة إلى خناثة بنونة، زينب فهمي، ربيعة ريحان، زهرة زيراوي، لطيفة باقا، لطيفة لبصير، وأخريات.

### الشعر
كثيرا ما ارتبط الشعر في تاريخ المغرب بالموسيقى، كما هو الحال في النوبة التوشيح والعيطة وأحواش. ومن الأنواع الأخرى للشعر المغربي هناك القصيدة والرثاء والخمريات.

### الزجل
يعتبر الزجل المغربي فنا من الفنون الشعبية. وقد أجمع معظم الباحثين أنه نشا بالأندلس باعتباره«منظومة غنائية أندلسية وضعت اساسا لتلحن وتغنى» على حد تعبير مجدي شمس الدين
الزجل إذن صنو الموشحات، يصاغ كشكل تعبيري جماهيري بالعامية. ويؤكد المهتمون بهذا الفن أنه يختلف باختلاف المناطق والعادات والثقافات التي تفرزه. وفي هذا الصدد يعرف د.عباس الجراري الزجل في معجم مصطلحات الملحون الفنية " أنه يطلق في الأصل على الشعر العامي الذي نشأ مع الموشحات في الاندلس، وعندنا " انه كل شعر يتوسل باللغات واللهجات العامية"
ويجمع الباحثون ان الزجل في المغرب يشمل أشعار الملحون والعيطة... وكل أنواع التعبير الشفهي حسب خصوصيات كل منطقة. وقد ألفت العديد من الكتب عن الزجل أهمها: " الزجل في المغرب" القصيدة" للدكتور عباس الجراري الذي يعود له الفضل في إغناء الادب المغربي الشعبي. وقد اعتبر " أول من رد الاعتبار الوازن لفن الملحون ولكل فنون القول الجميل"
كما يمكن الاستشهاد في هذا الصدد بكتابين من بين اقدم المؤلفات حول الزجل بالاندلس والمغرب وهما «العاطل الحالي والمرخص الغالي» لصفي الدين الحلي، «وبلوغ الأمل في فن الزجل» لتقي الدين أبوبكر بن حجة الحموي.
ويندرج ضمن الزجل المغربي كل الانواع الأخرى التي تُنْضَم بالعامية كالملحون والعيطة وغيرهما من الاشكال التعبيرية المحلية. ويقابله عربيا ما يسمى بالشعر العامي أو الشعر المحكي.
و وقد برزت العديد من الاقلام في هذا الصنف الجميل من الشعر المغربي. ويعتبر الزجال أحمد لمسيح من أبرز رواد القصيدة الحديثة بالمغرب، كما يعتبر أول من أصدر ديوانا زجليا مطبوعا في تاريخ الكتابة الزجلية الحديثة بالمغرب منذ عام 1976.
وقد استطاعت القصيدة الزجلية المغربية ان تحلق في الافق وتعبر إلى الضفة الأخرى عبر الترجمة إلى اللغات الفرنسية والايطالية والاسبانية والإنجليزية وغيرها.

### أدب الرحلة
كتب المغاربة هذا النوع الأدبي منذ القرن الثاني عشر. ويعتبر الشريف الإدريسي (1100 ـ 1166م.) أحد أكبر الجغرافيين في التاريخ، وقد ولد بسبتة وتعلم بقرطبة، وسافر إلى عدة بلدان منها الحجاز وتهامة ومصر، وفرنسا وإنجلترا، والقسطنطينية وآسيا الصغرى، الف كتاب «نزهة المشتاق في اختراق الأفاق»، الذي استغرق تأليفه 15 عامًا. وصار مرجعا لعدة قرون لعلم الخرائط وايضا لمعرفة الأقاليم في شتى جهات العالم.
وفي عصر الموحدين، ألف المؤرخ المغربي عبد الواحد المراكشي كتاب «المعجب في تلخيص أخبار المغرب» ودلك سنة 1224م. كما ألف ابن سعيد المغربي، وهو مؤرخ ورحالة وشاعر مغربي، كتاب «المغرب في حلى المغرب»، وازدهرت أدب الرحلة في عهد المرينيين الذين عرفوا باهتمامهم بالثقافة والعلوم. وتم تأليف كتاب رحلة ابن بطوطة أو المسمى تُحفة النُّظار في غرائب الأمصار وعجائب الأسفار، للعالمٌ الجُغرافيٌّ الذي لُقِّب بأمير الرحَّالة وهو محمد بن عبد الله بن محمد اللواتي الطنجي المعروف بابن بطوطة الذي ولد في سنة 1304 - 1377م بطنجة.

### الأدب النسائي
الأدب النسائي، أو أدب النساء أو أدب المرأة أو الكتابة النسائية ن أسماء مختلفة لفعل واحد، فعل الكتابة لدى المرأة، ظهر بالمغرب في منتصف القران الماضي بعد الاستقلال، في سنة 1954. ويعتبر الباحثون أن آمنة اللوه هي أول روائية مغربية حيث كتبت رواية الملكة خناثة قرينة المولى إسماعيل سنة 1954.
ويعتبر بعض الأدباء أن السرد النسوي العربي ذو نزعة ثائرة على تسلط الرجل بينما يعتبر البعض بأن التجربة الروائية النسائية مؤسسة إلى حد كبير على البوح، نظرا لكون المواضيع الرومانسية تحتل حصة الأسد في جل الكتابات النسائية".
ومن أسماء الكاتبات المغربيات يمكن ذكر: آمنة اللوه، حفيظة الحر– زهراء دحان عنتر- زهرة المنصوري - ليلى أبو زيد فاتحة مرشيد صاحبة روايات «لحظات لا غير» و«مخالب المتعة» وانعتاق الرغبة، زهرة رميج صاحبة روايات عزوزة وقاعة الانتظار (2019)، وحليمة زين العابدين في روايات قلاع الصمت، خلف الجدار، الحلم لي، لم تكن صحراء، ووفاء مليح في «عندما يبكي الرجال»، و«أن أكون» وخديجة مروازي في تيمة السجن في «سيرة الرماد»، وفاطنة لبيه، تلك العنمة، زوليخة موساوي الأخضري، مليكة مستظرف، نزهة براضة، أسمهان الزعيم، حليمة الاسماعيلي، سعاد رغاي، ليلى السائح، لطيفة الهراج.

### أدب الطفل
أدب الطفل هو منتوج أدبي موجه للطفل، قد يبدأ من استهداف الطفولة المبكرة ما قبل السن الخامسة، ويمتد من بعد ذلك في تصنيفات حسب السن من ست سنوات إلى التاسعة، ومن العاشرة إلى سن المراهقة. يرتكز بالخصوص على فن القصة والمسرح، والشعر والأناشيد، والأغاني، ويكون مرفقا بالصورة المعبرة، حيث تحتل موقعها بموازاة مع النص بحسب سن الطفل المستهدف: تتوارى إلى الوراء كلما تقدم الطفل في السن ليحتل النص أكبر حيز من الصفحة. ويقدم أدب الطفل مكتوبا أو محكيا أو ممثلا في شكل مسرحية أو فيلم كارتوني، وتحتل الأغنية مكانة مهمة في جذب الطفل إلى الاستمتاع بحفظها.
أهم أسماء الكتاب لأدب الطفل:
- العربي بن جلون.
- أحمد عبد السلام البقالي.
- أمينة العلوي الهاشمي.[80]
- زكية داوود.
- حسن مارصو.
- محمد سعيد سوسان[81] الفائز بجائزة المغرب للكتاب 2019 - صنف الكتاب الموجه للطفل - عن كتابه «حورية من السماء» الصادر عن مطبعة وراقة بلال.
- عبد اللطيف اللعبي: كاتب «البرتقالة الزرقاء» عن دار النشرمرسم، الفائزة بجائزة القارئ الصغير من جمعية الأطلس الكبير.

وتعتبر نادية السالمي، أول امرأة مغربية أسست دارا للنشر "يوماد" سنة 1998 متخصصة في أدب الطفل بالفرنسية والعربية والأمازيغية، وهي مديرة لها، وحسب رأيها أن أدب الطفل بالمغرب قد شهد بعض التطور، على مستوى الشكل والمضمون، مع مطلع الألفية الثالثة، مع تزايد في الاهتمام بهذا الصنف الأدبي.
كريمة دلياس: صدرت لها عن دار النشر مرسم: «الحمامة والغراب» «الفيل والنملة» «مغامرات السنجاب سانجو» «دهشان ودخشان».

### الكتابة المسرحية

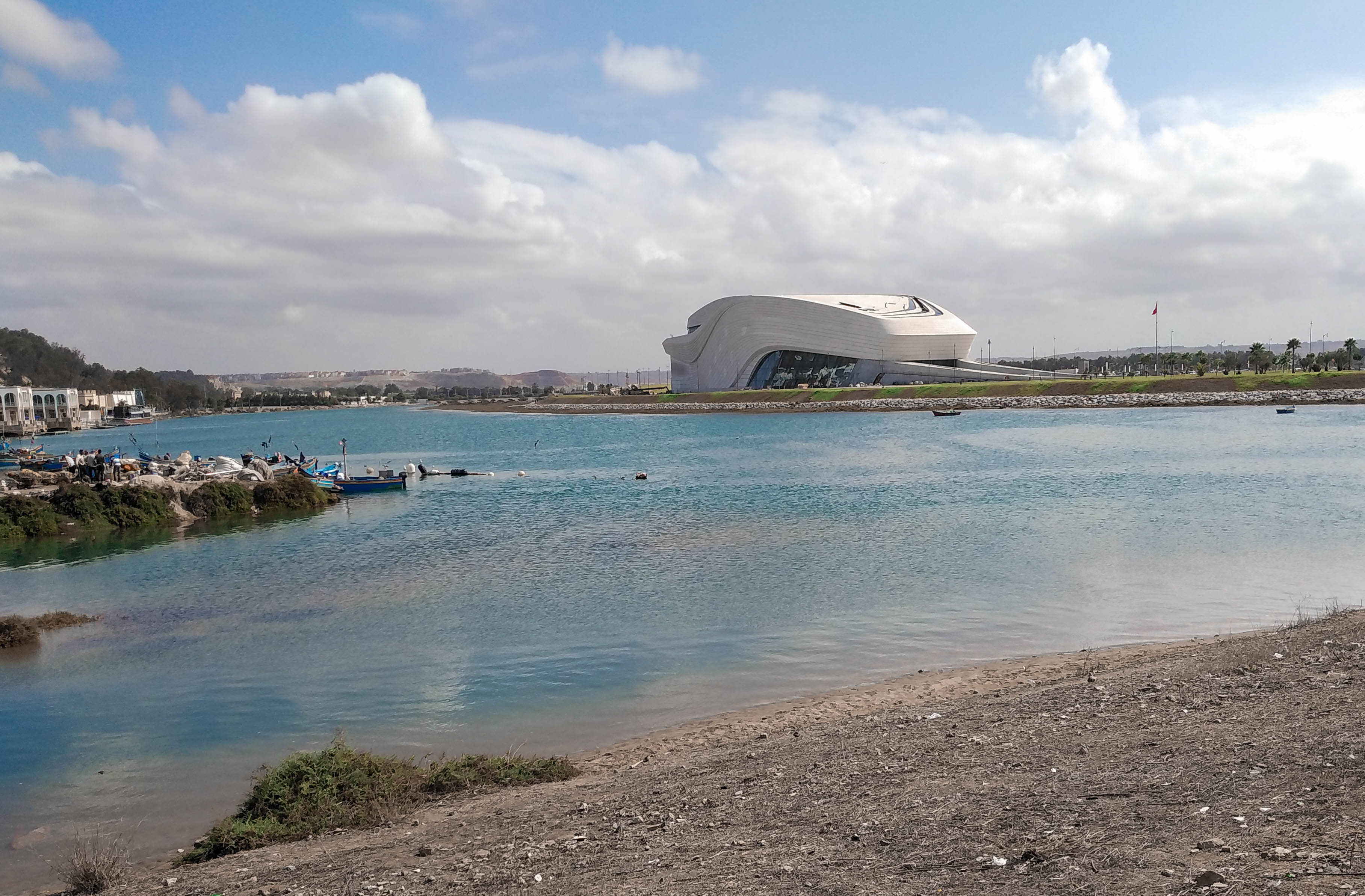
المسرح الكبير للرباط هو الأكبر في أفريقيا.

عرف المغرب أشكالا مختلفة من الفرجة المسرحية الشعبية مرتبطة بروافد ثقافية عربية وأمازيغية وأندلسية وإفريقية. هذا المسرح الشعبي كان يتخذ أشكالا متنوعة، قاسمها المشترك هو طابعها الشفهي وإدماجها للجمهور المتلقي في الفرجة المسرحية، من أهمها الحلقة والبساط وسيدي الكتفي وسلطان الطلبة، والتي كانت لها فضاءات عرض مشهورة كالساحات الكبرى في المدن : باب الفتوح وباب الكيسة بفاس، باب المنصور لعلج بمكناس وجامع الفنا بمراكش، بل وأيضا في بلاطات سلاطين المغرب والقياد الكبار. كانت مواضيع هذه الأشكال المسرحية تتنوع بين الحكاية الفنطازية والاستعراض البهلواني والموسيقي والوعظ الديني إضافة إلى الشعر والفكاهة، بل وكانت تتطرق إلى النقد السياسي وإلى المواضيع الممنوعة (الجنسانية مثلا) وكانت على العموم مقبولة ومشجعة من طرف المجتمع والسلطة السياسية.
المسرح المكتوب، بشكله المعاصر لم ينطلق في المغرب إلا في بداية القرن العشرين، تحت تأثير الفرق المسرحية الأجنبية (الأوروبية والعربية) التي ألقت أولى العروض المسرحية في المغرب، في طنجة سنة 1912. أول فرقة مسرحية مغربية كانت الجوق الفاسي (1925) والتي قدمت أولى المسرحيات المغربية كتابة سنة 1928، تبعتها فرق أخرى في مراكش (1927) وطنجة (1927) وسلا (1930). من أهم الكتابات المسرحية المغربية في تلك الفترة مسرحية المنصور الذهبي من كتابة ابن الشيخ من فرقة الجوق الفاسي سنة 1929.
في النصف الثاني لفترة الحماية، غلبت المواضيع الوطنية والكفاح ضد المستعمر على الكتابة المسرحية المغربية، وشارك في هذه الحركية أيضا سياسيون وفقهاء مغاربة كعبد الخالق الطريس (مسرحية انتصار الحق على الباطل - 1933) وعلال الفاسي وعبد الله الجيراري (تحت راية العلم والجهاد 1928).
يمكن اعتبار الطيب الصديقي وأحمد الطيب لعلج أهم رائدين في التأسيس لكتابة مسرحية حديثة مغربية مستقلة، حيث اعتمدا على التراث الغزير للأشكال الما قبل مسرحية والأجناس الموسيقية المغربية كالملحون مثلا. أسس الطيب الصديقي لجيل ومدرسة مسرحية مغربية بمنظورها الفني الخاص ومتعارضة أحيانا مع المدرسة الكلاسيكية المؤسساتية. من التجارب المسرحية المهمة كذلك مدرسة المسرح العجائبي، ومن روادها عبد اللطيف الدشراوي ونبيل لحلو، والتي يعرفها الناقد المسرحي حسن المنيعي: «كتقنية مسرحية متفجرة ولا مستساغة من لدن أصحاب الأخلاق المهذبة والسلوك المثالي».
من الأسماء المهمة في المسرح المغربي عبد الكريم برشيد الذي أسس لمدرسة الاحتفالية المغربية، والذي اهتم بالتقعيد الجمالي للمسرح العربي وتحريره من القوالب الغربية لفائدة التراث الجمالي المحلي.

### المجلات الثقافية المغربية
- الثقافة المغربية (مجلة) شهرية للأداب والفنون والعلوم أسسها بالرباط أحمد بن غبريط وتولى رئاسة تحريرها علال الجامعي صدر عددها الأول في شتنبر 1942 [87] وقد توقفت عن الصدور بعد العدد السبعة والثلاثين. وفي سنة 2018، صدر العدد 38. ووصف وزير الثقافة والاتصال مجلة «الثقافة المغربية» بكونها «صرحا من صروح ثقافتنا المعاصرة، ومرآة بقدر ما نرى فيها ثقافتنا، وما عرفته من سيرورة وتطوُّر كبيرين، بقدر ما تنعكس فيها وجوهنا بملامحها المختلفة».[87][88]
- دعوة الحق مجلة مغربية ذات توجه إسلامي، تتناول التاريخ الإسلامي وشؤون الثقافة والفكر والأدب. صدر أول عدد لها عام 1957 ونشرت قصيدة «إلى المجد» للشاعرة الآنسة وفاء، ويعتبر من أول مظاهر الأدب النسوي بالمغرب.[89]
- أنفاس، مجلة أدبية [90]، أسسها ثلاث شعراء هم عبد اللطيف اللعبي ومصطفى النيساوري ومحمد خيرالدين، صدر أول عدد سنة 1960 وكانت محظورة في البداية لكنها أعطت دفعة لأعمال الشعر والرومانسية الحديثة المنتجة من طرف العديد من الكتاب المغاربة. تكلف بإدارتها الشاعر عبد اللطيف اللعبي الذي اعتقل في سنة 1972، رفقة آخرين، وحكم عليه بعشر سنوات بسبب مواقفه السياسية المعارضة للنظام. حظيت مجلة أنفاس باهتمام الباحثين بحيث كانت موضوع دكتوراه الباحث المغربي عبد الرحمان طنكول بجامعة فرنسية، وقام الأستاذان الأميركيان طوماس س. سبير وآن جورج برقمنة أعداد المجلة، وعملت المكتبة الوطنية للمملكة المغربية على إتاحة النسخة الإلكترونية للمجلة. كما كانت المجلة موضوع دراسة علمية للكاتبة كنزة الصفريوي صدرت سنة 2013، تحت عنوان “مجلة أنفاس: طموحات الثورة الثقافية بالمغرب".[91]
- أقلام (مجلة)، تأسست سنة 1964 من طرف الأساتذة عبد الرحمن بن عمرو وأحمد السطاتي ومحمد إبراهيم بوعلو. وقد استطاعت «أقلام» رغم مسيرتها المتقطعة، أن تكون مرآة للذات المغربية المبدعة منذ نهاية الستينات، وعكست في الوقت نفسه جوانب من سؤال الفكر المغربي والعربي المعاصر في تشكله وتكونه بكل ما تحمله مرحلة التكون والتشكل من سمات معروفة. وعديد من الكتاب وجدوا في «أقلام» الإطار الذي ساعدهم على بلورة منتوجهم الثقافي والأدبي مثل محمد عابد الجابري، عبد الله العروي، محمد برادة، أحمد اليابوري، الوديع الأسفي، محمد زفزاف، عبد الكبير الخطيبي.[92]
- مجلة لامالف، مجلة ثقافية اقتصادية اجتماعية كانت تصدر باللغة الفرنسية أسسها بالدار البيضاء لغلام محمد ورئيسة تحريرها زكية داوود صدر عددها الأول سنة 1966 [93] ظهرت بعد هزيمة المعارضة المغربية (الاتحاد الاشتراكي للقوات الشعبية) من قبل الملكية، واعتبر المؤسسون أن هدف المجلة كان هو رفع التحدي وعدم فقدان الأمل، وأيضا بناء بديل" وخلال الثلاثين سنة من وجودها، تميزت لاماليف بصرامتها الفكرية وموقفها السياسي اليساري الراديكالي. وقامت بمناقشة أهم القضايا الاجتماعية والثقافية والاقتصادية، وكانت تمثل مرجعا فكريا لتلك الحقبة، كما أنها ساهمت بشكل كبير في التوهج الفكري لعديد من الكتاب في المغرب[94] القصة والمسرح (مجلة)، أصدرها كل من محمد برادة وعبد الجبار السحيمي ومحمد العربي المساري.
- آفاق (مجلة) صدر العدد الأول سنة 1984، عن اتحاد كتاب المغرب، وهي لازالت تصدر إلى حدّ الآن.
- مجلة الجسور.
- الثقافة الجديدة (مجلة) مجلة فكرية إبداعية أسسها في الدار البيضاء وتولى إدارتها محمد بنيس، صدر عددها الأول سنة 1974.
- فكر ونقد (مجلة) ثقافية شهرية أسسها بالرباط محمد إبراهيم بوعلو، وتولى رئاسة تحريرها محمد عابد الجابري، وسكرتارية التحرير عبد السلام بنعبد العالي، صدر عددها الأول سنة 1997.
- نوافذ (مجلة) فصلية ثقافية أسسها بالرباط أحمد الحارثي، صدر عددها الأول سنة 1998.
- مدارات فلسفية (مجلة) تصدرها الجمعية الفلسفية المغربية بالرباط، وتولى إدارتها محمد سبيلا وصدر عددها الأول سنة 1998.
- البيت (مجلة) فصلية يصدرها بيت الشعر في المغرب وتصدر في الدار البيضاء وتوالى على أرارتها محمد بنيس وعبد الرحمان طنكول، صدر عددها الأول سنة 2000.

## إشعاع الأدب المغربي

### جوائز أدبية عالمية
| الجائزة                                           | الفائزون                                                             | العمل                                            |
| ------------------------------------------------- | -------------------------------------------------------------------- | ------------------------------------------------ |
| جائزة غونكور                                      | الطاهر بن جلون (1987) ليلى السليماني (2006) عبد اللطيف اللعبي (2009) | الليلة المقدسة أغنية هادئة (رواية) مجموع الأعمال |
| الجائزة العالمية للرواية العربية                  | محمد الأشعري (2011)                                                  | القوس والفراشة (رواية)                           |
| جائزة الرواية العربية (معهد العالم العربي بباريس) | ماحي بينبين                                                          | نجوم سيدي مومن (رواية)                           |
| جائزة محمد زفزاف للرواية العربية                  | مبارك ربيع (2008) أحمد المديني (2018)                                | مجموع الأعمال مجموع الأعمال                      |
| الجائزة الأميركية للكتاب                          | ليلى العلمي (2015)                                                   | حكاية المغربي                                    |

### جوائز أدبية مغربية
جائزة القراء الشباب للكتاب المغربي، هي جائزة أدبية مغربية سنوية، انطلقت سنة 2016، تشرف عليها شبكة القراءة بالمغرب وتدعمها وزارة الثقافة المغربية. الكتاب الفائز بأعلى تصويت من طرف القراء الشباب يحتفى به في حفل تنظمه شبكة القراءة في المغرب بشراكة ودعم من وزارة الثقافة والشباب والرياضة. وتنظم الجائزة في صنف الشعر بتعاون مع دار الشعر بتطوان.